# 28 stycznia
28 stycznia jest 28. dniem w kalendarzu gregoriańskim. Do końca roku pozostało 337 (w latach przestępnych 338) dni.

## Święta
- Imieniny obchodzą: Augustyn, Blizbor, Boguwola, Flawian, Jakub, Julian, Kalinik, Karol, Krzesąd, Leonid, Manfred, Manfreda, Maria, Olimpia, Piotr, Radomir, Roger, Świedarg, Tomasz, Tyrs, Waleriusz i Walery.
- Europa – Dzień Ochrony Danych Osobowych[1] (od 1997)
- Armenia – Dzień Wojska
- Rwanda – Dzień Demokracji
- Wspomnienia i święta w Kościele katolickim[2][3] obchodzą:
  - św. Kalinik z Frygii (męczennik) (razem ze św. Tyrsem i św. Leukiuszem)
  - bł. Mojżesz Tovini (ksiądz)
  - św. Tomasz z Akwinu

## Wydarzenia w Polsce

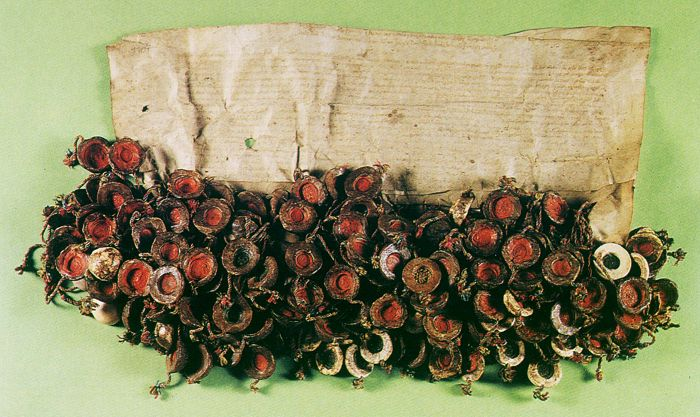
Oryginalny dokument aktu konfederacji warszawskiej

- 1520 – Wojna pruska: nocą z 28 na 29 stycznia czterystoosobowa grupa żołnierzy polskich z Grudziądza i Łasina usiłowała bez powodzenia zdobyć Kwidzyn.
- 1573 – Podpisano konfederację warszawską – akt polityczny gwarantujący tolerancję religijną.
- 1576 – Szlachta na zjeździe w Jędrzejowie uznała elekcję Stefana Batorego na króla Polski.
- 1606 – Zwycięstwo wojsk polskich pod wodzą hetmana Stanisława Żółkiewskiego nad Tatarami w bitwie nad Udyczem.
- 1708 – III wojna północna: wojska szwedzkie zajęły Grodno.
- 1828 – Założono Bank Polski Królestwa Polskiego.
- 1886 – W warszawskiej Cytadeli stracono Stanisława Kunickiego i trzech innych działaczy I Proletariatu.
- 1905 – PPS ogłosiła strajk powszechny, co stało się początkiem rewolucji w Królestwie Polskim.
- 1911 – Z powodu strajku studentów na Uniwersytecie Jagiellońskim uczelnia została tymczasowo zamknięta.
- 1920 – Wojsko Polskie zajęło Pelplin i Kamień Krajeński (w II RP noszący nazwę Kamień Pomorski).
- 1937 – Doszło do antysemickich ekscesów na Uniwersytecie Warszawskim i Politechnice Warszawskiej.
- 1943 – Niemiecka żandarmeria rozpoczęła dwudniową pacyfikację wsi Dzierążnia na Zamojszczyźnie, w której zginęło ponad 60 mieszkańców.
- 1944 – W nocy z 27 na 28 stycznia w Mostach Wielkich (obecnie Ukraina) ukraińscy nacjonaliści zamordowali 17 Polaków (leśniczych z rodzinami).
- 1945
  - Armia Czerwona zajęła miejscowości: Chorzów, Kęty, Krzyż Wielkopolski, Maków Podhalański, Mysłowice, Tychy i Nowe Kramsko.
  - W Kuźnicy Żelichowskiej w Wielkopolsce oddział Waffen-SS zamordował sześciu włoskich generałów-jeńców wojennych.
- 1950 – Na Krakowskim Przedmieściu w Warszawie odsłonięto zrekonstruowany pomnik Adama Mickiewicza.
- 1952 – Rozpoczęło działalność Archiwum Akt Nowych.
- 1960 – Skoczek narciarski Zdzisław Hryniewiecki uległ wypadkowi podczas treningu na skoczni w Wiśle-Malince, w wyniku którego został sparaliżowany i do końca życia poruszał się na wózku inwalidzkim.
- 1968 – Oddano do użytku pierwszy blok mieszkalny na Osiedlu Piastowskim w Poznaniu.
- 1969 – Premiera filmu Wszystko na sprzedaż w reżyserii Andrzeja Wajdy.
- 1977 – Premiera filmu Barwy ochronne w reżyserii Krzysztofa Zanussiego.
- 1979 – Odbył się ingres abp. Franciszka Macharskiego do katedry wawelskiej.
- 1985 – Premiera filmu science fiction O-bi, o-ba. Koniec cywilizacji w reżyserii Piotra Szulkina.
- 1991 – Rozpoczęła się kontrola NIK w Funduszu Obsługi Zadłużenia Zagranicznego.
- 2003 – W wyniku zejścia lawiny śnieżnej pod Rysami zginęło 8 spośród 13 członków wyprawy Uczniowskiego Klubu Sportowego „Pion”, działającego przy I LO w Tychach.
- 2006 – Podczas wystawy gołębi pocztowych, pod ciężarem nieusuniętego śniegu zawalił się dach jednej z hal Międzynarodowych Targów Katowickich, w wyniku czego zginęło 65 osób, a 170 zostało rannych.
- 2010 – Premier RP Donald Tusk ogłosił, że nie będzie kandydował w zbliżających się wyborach prezydenckich.
- 2017 – Odbył się ingres arcybiskupa Marka Jędraszewskiego do katedry wawelskiej.
- 2024 – Odbył się 32. Finał Wielkiej Orkiestry Świątecznej Pomocy.

## Wydarzenia na świecie

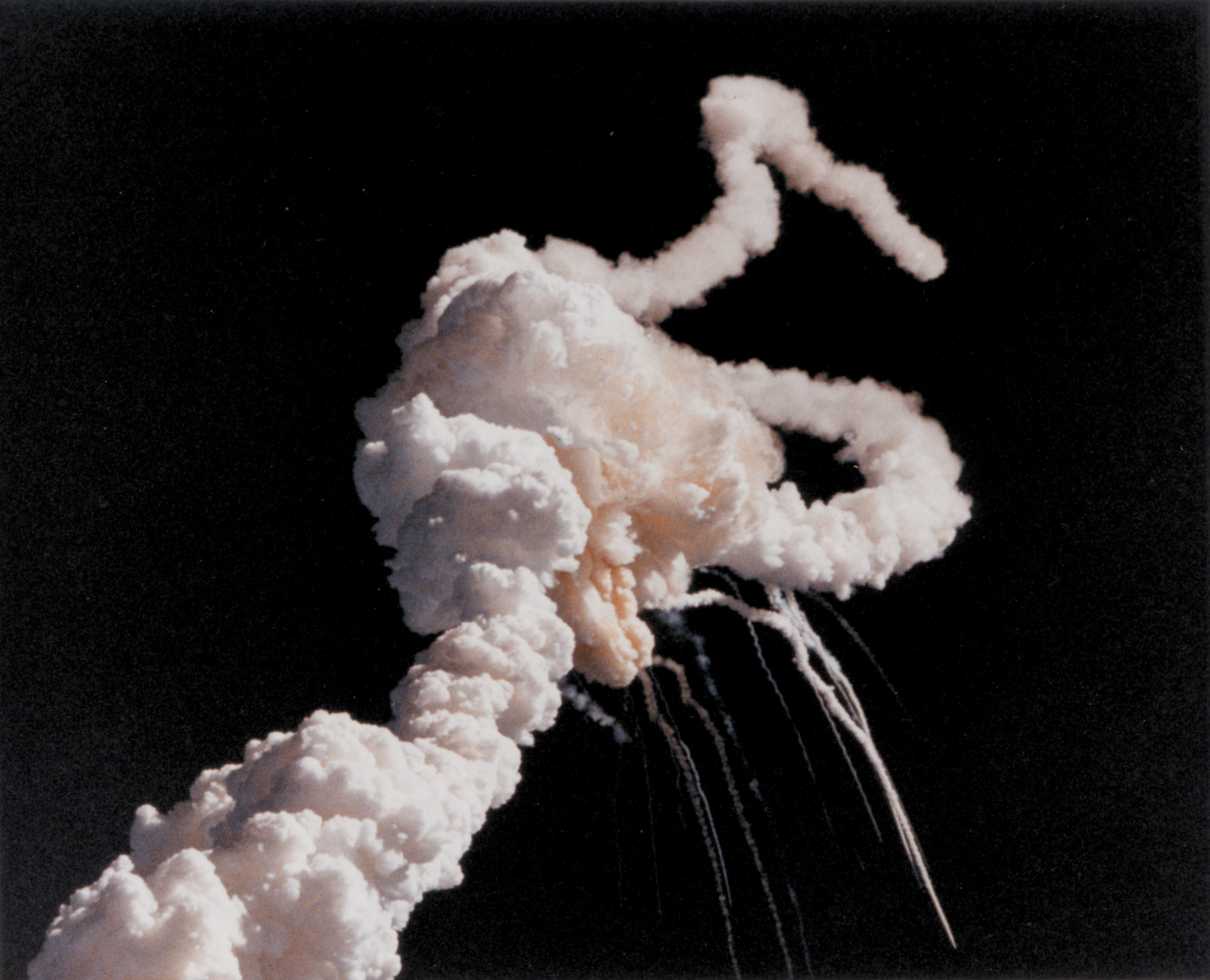
Katastrofa wahadłowca Challenger (1986)

- 814 – Ludwik I Pobożny został królem Franków.
- 893 – Karol III Prostak został koronowany na antykróla króla zachodnich Franków Odona.
- 1077 – Papież Grzegorz VII zdjął w Canossie klątwę z cesarza rzymskiego Henryka IV Salickiego.
- 1348 – Zostało założone Kolegium Gonville’a i Caiusa – autonomiczna uczelnia wchodząca w skład Uniwersytetu w Cambridge.
- 1393 – Król Francji Karol VI Szalony omal nie zginął podczas balu na swym dworze, gdy ogień objął łatwopalne kostiumy satyrów z pierza i smoły, jakie oprócz niego założyło jeszcze pięć innych osób (cztery poniosły śmierć).
- 1521 – Cesarz Karol V Habsburg otworzył obrady Sejmu Rzeszy w Wormacji, który zajął się sprawą Marcina Lutra.
- 1547 – Edward VI Tudor został królem Anglii.
- 1624 – Na wyspie Saint Kitts założono pierwszą angielską kolonię na Karaibach.
- 1629 – Safi I został koronowany na szacha Iranu.
- 1701 – Zwycięstwo wojsk chińskich nad tybetańskimi w bitwie pod Kangding.
- 1724 – Car Piotr I Wielki wydał dekret o utworzeniu Petersburskiego Uniwersytetu Państwowego.
- 1730 – Został odkryty przez Francuzów archipelag Alphonse, obecnie należący do Seszeli.
- 1754 – Pisarz i hrabia Horace Walpole użył w liście do przyjaciela po raz pierwszy angielskiego terminu serendipity, na oznaczenie sytuacji, w której przypadkowo dokonuje się szczęśliwego odkrycia, zwłaszcza wtedy, gdy szuka się czegoś innego.
- 1770 – Frederick North został premierem Wielkiej Brytanii.
- 1810:
  - Andreas Hofer, tyrolski bohater narodowy oraz przywódca powstania przeciwko Francuzom i Bawarczykom, został aresztowany w wyniku zdrady i przewieziony do Mantui.
  - Wojna na Półwyspie Iberyjskim: wojska francuskie zajęły hiszpańską Grenadę.
- 1813 – Ukazała się drukiem Duma i uprzedzenie, najpopularniejsza powieść angielskiej pisarki Jane Austen.
- 1820 – Rosyjska wyprawa Fabiana Bellingshausena i Michaiła Łazariewa dopłynęła jako pierwsza do Antarktydy.
- 1830 – W Salle Ventadour w Paryżu odbyła się premiera opery komicznej Fra Diavolo z muzyką Daniela Aubera i librettem Eugène’a Scribe’a.
- 1841 – Brytyjczyk James Clark Ross odkrył lodowiec szelfowy na Antarktydzie, nazwany jego imieniem.
- 1843 – Carlos Soublette został po raz drugi prezydentem Wenezueli.
- 1846:
  - Stolica stanu Alabama została przeniesiona z Tuscaloosa do Montgomery.
  - Zwycięstwo wojsk brytyjskich nad Sikhami w bitwie pod Aliwal.
- 1847 – W Jerozolimie założono katolickie wydawnictwo Franciscan Printing Press.
- 1859 – Stolica stanu Waszyngton, Olympia, otrzymała prawa miejskie.
- 1870 – Z kanadyjskiego portu Halifax wypłynął w rejs do Liverpoolu brytyjski statek pasażerski „City of Boston” ze 191 osobami na pokładzie, po czym zaginął bez śladu.
- 1871 – Wojna francusko-pruska: po trwającym ponad 4 miesiące oblężeniu Paryża ogłoszono kapitulację Francji.
- 1881 – I wojna burska: zwycięstwo wojsk burskich nad brytyjskimi w bitwie na przełęczy Laing.
- 1897 – W Wiedniu wyjechał na trasę pierwszy tramwaj elektryczny.
- 1900 – W Lipsku założono Niemiecki Związek Piłki Nożnej (DFB).
- 1903 – W zderzeniu dwóch pociągów koło Tucson w Arizonie zginęło 14 osób, a 18 zostało rannych.
- 1905 – Wojna rosyjsko-japońska: zakończyła się nierozstrzygnięta bitwa pod Sandepu.
- 1909 – USA zakończyły sprawowanie bezpośredniej kontroli nad Kubą. José Miguel Gómez objął urząd prezydenta.
- 1915 – Decyzją Kongresu USA utworzono Straż Wybrzeża Stanów Zjednoczonych.
- 1918:
  - Czerwona Gwardia została przemianowana na Armię Czerwoną.
  - Wybuchła wojna domowa w Finlandii.
- 1919 – Założono Uniwersytet Masaryka w Brnie.
- 1920 – Została utworzona Hiszpańska Legia Cudzoziemska.
- 1930 – Hiszpański dyktator Miguel Primo de Rivera został zmuszony do ustąpienia.
- 1932 – Wojska japońskie zaatakowały Szanghaj.
- 1933 – Prezydent Niemiec Paul von Hindenburg zdymisjonował rząd Kurta von Schleichera i dwa dni później powierzył misję utworzenia nowego rządu Adolfowi Hitlerowi.
- 1935 – Islandia jako jeden z pierwszych krajów na świecie zalegalizowała aborcję z przyczyn pozamedycznych.
- 1942:
  - Utworzono Front Krymski Armii Czerwonej.
  - We Władykaukazie (wówczas Ordżonikidze) czeczeński pisarz Chasan Israiłow założył antysowiecką organizację Specjalna Partia Kaukaskich Braci.
- 1945 – Z japońskiego obozu jenieckiego w Sandakanie na Borneo wyruszył pierwszy marsz śmierci.
- 1950 – Utworzono Sąd Najwyższy Indii.
- 1951 – W rozegranym w Berlinie swym pierwszym oficjalnym meczu Reprezentacja NRD w hokeju na lodzie mężczyzn przegrała z Polską 3:8.
- 1955 – Pierwszy kryzys w Cieśninie Tajwańskiej: w obliczu chińskiej inwazji Kongres Stanów Zjednoczonych upoważnił prezydenta Dwighta Eisenhowera do użycia sił zbrojnych w celu zabezpieczenia suwerenności Tajwanu.
- 1956 – Niemiecka Republika Demokratyczna została przyjęta do Układu Warszawskiego.
- 1958 – Ferenc Münnich został premierem Węgier.
- 1961 – Rwanda została proklamowana republiką przez rząd tymczasowy.
- 1966 – 46 osób zginęło na lotnisku w Bremie w katastrofie należącego do Lufthansy samolotu Convair CV440.
- 1969 – Finlandia została przyjęta do OECD.
- 1970 – Lubomír Štrougal został premierem Czechosłowacji.
- 1972 – Premiera samochodu osobowego Renault 5.
- 1977 – Północno-wschodnie Stany Zjednoczone i południowo-wschodnia Kanada zostały zaatakowane przez blizzard, który do 1 lutego spowodował śmierć 29 osób.
- 1981 – William Casey został dyrektorem CIA.
- 1982:
  - Ormiańscy ekstremiści zamordowali tureckiego konsula generalnego w Los Angeles Kemala Arikana.
  - Włoscy antyterroryści odbili amerykańskiego generała Jamesa Doziera, uprowadzonego 42 dni wcześniej przez Czerwone Brygady.
- 1985 – Supergrupa USA for Africa nagrała singiel charytatywny We Are the World.
- 1986 – Krótko po starcie eksplodowała rakieta nośna wahadłowca Challenger, w wyniku czego zginęło wszystkich 7 astronautów na pokładzie.
- 1989 – Założono stowarzyszenie Memoriał, zajmujące się badaniami historycznymi i propagowaniem wiedzy o ofiarach represji radzieckich i ochroną praw człowieka w krajach byłego ZSRR.
- 1992:
  - 47 osób zginęło w wyniku zestrzelenia przez Ormian azerskiego helikoptera cywilnego Mi-8 koło Stepanakertu (Górski Karabach).
  - Przyjęto flagę Ukrainy.
- 1993 – W stolicy Zairu (obecnie Demokratyczna Republika Kongo) Kinszasie wybuchły zamieszki wywołane przez niezadowolonych z wysokości żołdu żołnierzy, w wyniku których zginęło około tysiąca osób, w tym ambasador Francji Philippe Bernard.
- 1994:
  - Mieczysłau Hryb został przewodniczącym Rady Najwyższej Białorusi.
  - Trzech włoskich dziennikarzy z telewizji RAI zginęło w wyniku ostrzału Mostaru przez bośniackich Chorwatów.
- 1996 – Trzech brytyjskich żołnierzy zginęło w wyniku wybuchu miny pod ich pojazdem opancerzonym koło miasta Mrkonjić Grad w Bośni.
- 1998:
  - 26 osób powiązanych z Tamilskimi Tygrysami ze Sri Lanki zostało skazanych na śmierć przez indyjski sąd za udział w zamachu na premiera Rajiva Gandhiego w maju 1991 roku.
  - Otwarto pierwszy odcinek sofijskiego metra.
  - Pod Paryżem otwarto Stade de France.
- 2002:
  - 94 osoby zginęły w katastrofie ekwadorskiego Boeinga 727 w Kolumbii.
  - Siim Kallas został premierem Estonii.
- 2003 – W Izraelu odbyły się wybory do Knesetu.
- 2008:
  - 5 amerykańskich żołnierzy zginęło w wybuchu przydrożnej miny koło Mosulu na północy Iraku.
  - Samak Sundaravej został premierem Tajlandii.
- 2009:
  - Co najmniej 29 osób zginęło w pożarze supermarketu sieci Nakumatt w kenijskim Nairobi.
  - Raúl Castro jako pierwszy kubański przywódca od zakończenia zimnej wojny przybył z wizytą do Rosji.
- 2010 – Wykonano wyroki śmierci na 5 oficerach oskarżonych o zamordowanie prezydenta Bangladeszu Sheikha Mujibura Rahmana podczas wojskowego zamachu stanu w 1975 roku.
- 2011 – Rewolucja w Egipcie: w ramach akcji „Piątek Gniewu” doszło do masowych protestów i krwawych starć z siłami bezpieczeństwa, wskutek czego zginęło kilkadziesiąt osób.
- 2014 – Protesty na Ukrainie: premier Mykoła Azarow podał się do dymisji.
- 2016 – Hilda Heine jako pierwsza kobieta objęła urząd prezydenta Wysp Marshalla.
- 2018 – Ubiegający się o reelekcję Sauli Niinistö wygrał w pierwszej turze wybory prezydenckie w Finlandii.
- 2020 – Chalid ibn Chalifa ibn Abd al-Aziz Al Sani został premierem Kataru.
- 2021 – Sadyr Dżaparow został prezydentem Kirgistanu.
- 2023 – Gen. Petr Pavel zwyciężył w drugiej turze wyborów prezydenckich w Czechach, pokonując byłego premiera Andreja Babiša.
- 2024:
  - Talat Xhaferi został premierem Macedonii Północnej.
  - Tshering Tobgay został po raz drugi premierem Bhutanu.

## Urodzili się
- 1311 – (lub 1312) Joanna II, królowa Nawarry (zm. 1349)
- 1457 – Henryk VII Tudor, król Anglii (zm. 1509)
- 1507 – Ferrante Gonzaga, włoski arystokrata, kondotier (zm. 1557)
- 1533 – Paul Luther, niemiecki lekarz (zm. 1593)
- 1539 – Nicolò Donato, doża Wenecji (zm. 1618)
- 1540 – Ludolph van Ceulen, holenderski matematyk (zm. 1610)
- 1547 – Amelia, księżniczka pomorska (zm. 1580)
- 1568 – Gustaw Eriksson Waza, szwedzki królewicz, następca tronu (zm. 1607)
- 1582 – John Barclay, szkocki poeta, satyryk (zm. 1621)
- 1585 – Domenico Contarini, doża Wenecji (zm. 1675)
- 1600 – (lub 27 stycznia) Klemens IX, papież (zm. 1669)
- 1608 – Giovanni Alfonso Borelli, włoski fizjolog, fizyk, matematyk (zm. 1679)
- 1611 – Jan Heweliusz, polski astronom, matematyk, konstruktor instrumentów naukowych (zm. 1687)
- 1622 – Adrien Auzout, francuski astronom (zm. 1691)
- 1668 – Pietro Baratta, włoski rzeźbiarz (zm. 1729)
- 1674 – Jean Ranc, francuski malarz (zm. 1735)
- 1690 – Friedrich Bernhard Werner, niemiecki rysownik (zm. 1776)
- 1693 – Gregor Joseph Werner, austriacki kompozytor (zm. 1766)
- 1701:
  - Charles Marie de La Condamine, francuski przyrodnik, matematyk, podróżnik (zm. 1774)
  - Piotr Paweł Sapieha, polski ziemianin, polityk (zm. 1771)
- 1706 – John Baskerville, brytyjski drukarz, grawer, odlewnik czcionek (zm. 1775)
- 1712:
  - Udalryk Krzysztof Radziwiłł, książę Świętego Cesarstwa Rzymskiego, pisarz wielki litewski, generał major kawalerrii, koniuszy litewski, poeta, prozaik, tłumacz, mówca, erudyta (zm. 1770)
  - Ieshige Tokugawa, japoński siogun (zm. 1761)
- 1717 – Mustafa III, sułtan Imperium Osmańskiego (zm. 1774)
- 1724 – Nathanael Matthäus von Wolf, niemiecki lekarz, astronom (zm. 1784)
- 1734 – Giovanni Antinori, włoski architekt (zm. 1792)
- 1741 – Natalia Golicyna, rosyjska arystokratka, dama dworu (zm. 1838)
- 1745 – Andrzej Rostworowski, polski hrabia, polityk (zm. 1831)
- 1750 – Emanuel von Stanecke, rosyjski polityk pochodzenia niemieckiego (zm. 1838)
- 1751 – Georg Adolf Suckow, niemiecki fizyk, chemik, przyrodnik (zm. 1813)
- 1755 – Samuel Thomas von Sömmering, niemiecki lekarz, anatom, paleontolog, fizyk, wynalazca (zm. 1830)
- 1757 – Antonio Bartolomeo Bruni, włoski kompozytor, skrzypek, dyrygent (zm. 1821)
- 1760 – Amaury Duval, francuski prawnik, dyplomata, pisarz (zm. 1838)
- 1761 – Marguerite Gérard, francuska malarka (zm. 1837)
- 1768:
  - Nikolaos Kantounis, grecki duchowny prawosławny, malarz (zm. 1834)
  - Jean-Louis Lefebvre de Cheverus, francuski duchowny katolicki, pierwszy biskup Bostonu, arcybiskup Bordeaux, kardynał (zm. 1836)
  - Fryderyk VI Oldenburg, król Danii i Norwegii (zm. 1839)
- 1784 – George Hamilton-Gordon, brytyjski arystokrata, polityk, premier Wielkiej Brytanii (zm. 1860)
- 1786 – Magnus von Brünneck, pruski właściciel ziemski, wojskowy, polityk (zm. 1866)
- 1791 – Ferdinand Hérold, francuski kompozytor (zm. 1833)
- 1796 – Friedrich Wilhelm Krummacher, refermowany teolog i znany kaznodzieja (zm. 1868)
- 1800:
  - António Feliciano de Castilho, portugalski poeta (zm. 1875)
  - Friedrich August Stüler, niemiecki architekt, urzędnik (zm. 1865)
- 1802 – Karol Szlegel, polski oficer, uczestnik powstania listopadowego, członek Sprzysiężenia Wysockiego, działacz emigracyjny (zm. 1832)
- 1806 – Rufin Piotrowski, polski polityk, uczestnik powstania listopadowego, działacz emigracyjny, emisariusz, pamiętnikarz (zm. 1872)
- 1807 – Robert McClure, brytyjski wiceadmirał, odkrywca (zm. 1873)
- 1809 – Theodor Benfey, niemiecki filolog, wykładowca akademicki (zm. 1881)
- 1812:
  - Ilija Garašanin, serbski polityk, premier Serbii (zm. 1874)
  - Ignacy Mosiński, polski duchowny katolicki, działacz narodowy, uczestnik powstania styczniowego (zm. 1864)
- 1814 – Marie-Cornélie Falcon, francuska śpiewaczka operowa (sopran dramatyczny) (zm. 1897)
- 1816 – Paula Elżbieta Cerioli, włoska zakonnica, święta (zm. 1865)
- 1818 – George S. Boutwell, amerykański ekonomista, prawnik, polityk, senator (zm. 1905)
- 1820 – Karl von Prantl (starszy), niemiecki filozof, filolog klasyczny, wykładowca akademicki (zm. 1888)
- 1822 – Alexander Mackenzie, kanadyjski polityk, premier Kanady (zm. 1892)
- 1825:
  - Benedetto Cairoli, włoski polityk, premier Włoch (zm. 1889)
  - William Fosdick, amerykański prozaik, poeta (zm. 1862)
- 1828:
  - Roberto Ardigò, włoski filozof, wykładowca akademicki (zm. 1920)
  - Boone Helm, amerykański rewolwerowiec, seryjny morderca, kanibal (zm. 1864)
  - Thomas Hindman, amerykański prawnik, polityk, konfederacki generał major (zm. 1868)
- 1831:
  - Zeferino González y Díaz Tuñón, hiszpański duchowny katolicki, biskup Malagi i Kordoby, arcybiskup Sewilii, kardynał (zm. 1894)
  - Mihovil Pavlinović, chorwacki duchowny katolicki, pisarz, polityk (zm. 1887)
  - Emil Rostrup, duński botanik, mykolog, fizjopatolog, wykładowca akademicki (zm. 1907)
- 1832:
  - Karol Tulszycki, polski farmaceuta, działacz społeczny, żołnierz Legionów Polskich na Węgrzech, uczestnik powstania styczniowego (zm. 1888)
  - Franz Wüllner, niemiecki kompozytor, dyrygent, pianista (zm. 1902)
- 1833 – Charles Gordon, brytyjski generał, administrator kolonialny (zm. 1885)
- 1834 – Sabine Baring-Gould, brytyjski pisarz, hagiograf, antykwarysta (zm. 1924)
- 1836 – Teodor Weber, niemiecki biskup starokatolicki, teolog, wykładowca akademicki (zm. 1906)
- 1837 – Nerses II, ormiański patriarcha Konstantynopola (zm. 1884)
- 1838:
  - Paul Felske, niemiecki pedagog, poeta (zm. 1914)
  - James Craig Watson, kanadyjsko-amerykański astronom (zm. 1880)
- 1840 – Frank Bell, amerykański polityk, gubernator Nevady (zm. 1927)
- 1841 – Henry Morton Stanley, brytyjski dziennikarz, pisarz, badacz Afryki (zm. 1904)
- 1844 – Gyula Benczúr, węgierski poeta (zm. 1920)
- 1848 – Franciszek Chocieszyński, polski księgarz, drukarz, wydawca (zm. 1899)
- 1850 – William Abner Eddy, amerykański księgowy, dziennikarz znany z eksperymentów z latawcami (zm. 1909)
- 1851:
  - Pierre Carrier-Belleuse, francuski malarz (zm. 1932)
  - Franciszek Salezy Matwijkiewicz, polski duchowny katolicki, radny miejski, działacz społeczny (zm. 1933)
- 1852 – George Louis Wellington, amerykański polityk, senator (zm. 1927)
- 1853:
  - José Martí, kubański pisarz, działacz wyzwoleńczy (zm. 1895)
  - Władimir Sołowjow, rosyjski myśliciel prawosławny, poeta (zm. 1900)
  - Aniela Tułodziecka, polska działaczka społeczna i oświatowa (zm. 1932)
- 1854 – Max Hofmeier, niemiecki ginekolog (zm. 1927)
- 1855 – William Seward Burroughs, amerykański wynalazca, przedsiębiorca (zm. 1898)
- 1856 – Reuben Archer Torrey, amerykański pastor, ewangelista, nauczyciel i autor protestancki (zm. 1928)
- 1857 – Stojan Protić, serbski prawnik, publicysta, polityk, premier Królestwa SHS (zm. 1923)
- 1858:
  - Stojan Danew, bułgarski prawnik, dyplomata, polityk, premier Bułgarii (zm. 1949)
  - Eugène Dubois, holenderski geolog, antropolog, anatom, wykładowca akademicki pochodzenia francuskiego (zm. 1940)
  - Stanisław Jakub Rostworowski, polski malarz (zm. 1888)
- 1859:
  - Julian Cybulski, polski architekt (zm. 1924)
  - Leopold Szyjkowski, polski lekarz, generał brygady (zm. 1943)
- 1861 – Eugen Steinach, austriacki fizjolog (zm. 1944)
- 1863 – Henryk Rump, polski pułkownik lekarz (zm. 1920)
- 1864 – Joseph Bédier, francuski historyk, pisarz, krytyk literacki (zm. 1938)
- 1865 – Kaarlo Juho Ståhlberg, fiński prawnik, wykładowca akademicki, polityk, pierwszy prezydent Finlandii (zm. 1952)
- 1867 – Antoni Leśniowski, polski chirurg (zm. 1940)
- 1871 – Olga Rudel-Zeynek, austriacka dziennikarka, polityk (zm. 1948)
- 1872:
  - Otto Braun, pruski polityk, premier Prus (zm. 1955)
  - Andrija Radović czarnogórski polityk, premier Czarnogóry (zm. 1947)
  - Eugeniusz Rodziewicz, polski generał dywizji (zm. 1934)
  - Kazimieras Steponas Šaulys, litewski duchowny katolicki, teolog, sygnatariusz Aktu niepodległości Litwy (zm. 1964)
- 1873 – Sidonie-Gabrielle Colette, francuska pisarka (zm. 1954)
- 1874 – Josef Sýkora, czeski astronom (zm. 1944)
- 1875 – Karol Juliusz Drac, polski wynalazca, konstruktor i badacz w dziedzinie fotografii barwnej (zm. 1906)
- 1878 – Walter Kollo, niemiecki kompozytor (zm. 1940)
- 1879:
  - Julia Bell, brytyjska genetyk, statystyk (zm. 1979)
  - Harry Kerr, nowozelandzki lekkoatleta, chodziarz (zm. 1951)
  - Shinzō Morita, japoński pionier lotnictwa (zm. 1961)
  - Karol Różycki, polski zootechnik, wykładowca akademicki (zm. 1938)
- 1880:
  - Mary Boland, amerykańska aktorka (zm. 1965)
  - Herbert Freundlich, niemiecki fizykochemik, wykładowca akademicki (zm. 1941)
  - Włodzimierz Tyszkiewicz, polski pułkownik dyplomowany kawalerii (zm. 1953)
- 1881:
  - Juan José de Amézaga, urugwajski prawnik, polityk, prezydent Urugwaju (zm. 1956)
  - Siegfried Jacobsohn, niemiecki dziennikarz, wydawca, krytyk teatralny (zm. 1926)
- 1882 – Zdzisław Tomasz Rogalewicz, polski działacz socjalistyczny, członek Organizacji Bojowej PPS (zm. 1919)
- 1883:
  - Lucjan Michałowski, polski architekt, malarz (zm. 1943)
  - Otto Ostrowski, niemiecki polityk, nadburmistrz Berlina (zm. 1963)
- 1884:
  - Miloš Janoška, słowacki pedagog, działacz turystyczny, krajoznawca (zm. 1963)
  - Auguste Piccard, szwajcarski badacz ziemskiej atmosfery i hydrosfery, konstruktor balonu stratosferycznego i batyskafu (zm. 1962)
- 1885:
  - Fritz Heinrich Lewy, niemiecko-amerykański neurolog, neuropatolog pochodzenia żydowskiego (zm. 1950)
  - Władysław Raczkiewicz, polski polityk, prezes Światowego Związku Polaków z Zagranicy, prezydent RP na uchodźstwie (zm. 1947)
- 1887:
  - Wasilij Czapajew, radziecki dowódca wojskowy (zm. 1919)
  - Artur Rubinstein, polski pianista pochodzenia żydowskiego (zm. 1982)
- 1888 – Louis Mordell, brytyjski matematyk (zm. 1972)
- 1889:
  - Jazep Mamońka, białoruski lewicowy działacz polityczny i wojskowy (zm. 1937)
  - Leon Moszczeński, polski komandor, lekarz (zm. 1940)
- 1890:
  - Hilary Sipowicz, polski komandor, inżynier mechanik (zm. 1969)
  - Juraj Slávik, czechosłowacki polityk, dyplomata (zm. 1969)
  - Robert Stroud, amerykański więzień (zm. 1963)
- 1891:
  - Franciszek Kotus-Jankowski, polski działacz komunistyczny, prezydent Gdańska (zm. 1958)
  - Jan Kozicki, polski matematyk, wykładowca akademicki (zm. 1979)
- 1892:
  - Augusto Genina, włoski reżyser filmowy (zm. 1957)
  - Karol Korytowski, polski kontradmirał (zm. 1966)
  - Ernst Lubitsch, niemiecko-amerykański reżyser filmowy pochodzenia żydowskiego (zm. 1947)
  - Iwan Tiuleniew, radziecki generał (zm. 1978)
  - Władysław Zalewski, polski konstruktor lotniczy (zm. 1977)
- 1893 – Josep Vicenç Foix, kataloński pisarz, dziennikarz (zm. 1987)
- 1895 – Jan Stępień, polski malarz (zm. 1976)
- 1896 – Ignacy Wieniewski, polski historyk literatury, filolog klasyczny, eseista, tłumacz (zm. 1986)
- 1897:
  - Iwan Iwanow, radziecki generał porucznik (zm. 1968)
  - Jan Szmurło, polski adwokat (zm. 1985)
- 1898:
  - Erik Abrahamsson, szwedzki lekkoatleta, skoczek w dal (zm. 1965)
  - Wilhelm Arwe, szwedzki hokeista (zm. 1980)
- 1899:
  - Karl Emil Krummacher, niemiecki teolog kalwiński (ur. 1830)
  - Jefim Puszkin, radziecki generał porucznik (zm. 1944)
- 1900:
  - Anni Holdmann, niemiecka lekkoatletka, sprinterka (zm. 1960)
  - Hermann Kesten, niemiecki pisarz pochodzenia żydowskiego (zm. 1996)
  - Alice Neel, amerykańska malarka (zm. 1984)
- 1901 – Lucy Mair, brytyjska antropolog społeczna (zm. 1986)
- 1902 – Jan Trzeciak, polski inżynier rolnik, polityk, poseł na Sejm RP (zm. 1993)
- 1903:
  - Siemion Giet´man, radziecki generał major lotnictwa (zm. 1985)
  - Aleksander Kamiński, polski pedagog, harcmistrz, pisarz, żołnierz AK (zm. 1978)
- 1904:
  - Józef Bogaczewicz, polski nauczyciel, przyrodnik, poeta (zm. 1991)
  - Kazimierz Gołba, polski pisarz (zm. 1952)
  - Fieodosij Woronow, radziecki inżynier, polityk (zm. 1975)
  - Jan Zahradnik, polski poeta, krytyk literacki (zm. 1929)
- 1905:
  - Ellen Fairclough, kanadyjska polityk (zm. 2004)
  - György Kulin, węgierski astronom, pisarz science fiction (zm. 1989)
- 1906:
  - Robert Alton, amerykański reżyser filmowy, tancerz, choreograf (zm. 1957)
  - Hans Bernhardt, niemiecki kolarz torowy (zm. 1940)
  - Władysław Krygowski, polski prawnik, działacz turystyczny (zm. 1998)
- 1907:
  - Melitta Brunner, austriacka łyżwiarka figurowa (zm. 2003)
  - Elrey Borge Jeppesen, amerykański pionier lotnictwa (zm. 1996)
  - Karol Kossok, polski piłkarz (zm. 1946)
  - Kazimierz Malinowski, polski muzeolog (zm. 1977)
  - Constantin Régamey, szwajcarski kompozytor, krytyk muzyczny, indolog pochodzenia polskiego (zm. 1982)
- 1908:
  - Erik Almgren, szwedzki piłkarz, trener (zm. 1989)
  - Aleksander Barchacz, polski kapitan, kompozytor, polityk, dyplomata (zm. 1987)
  - Paul Misraki, francuski kompozytor (zm. 1998)
  - Stanisław Wierzbowski, polski krajoznawca (zm. 1985)
- 1909:
  - Zdzisław Bitner, polski elektrotechnik (zm. 1997)
  - Lionel Crabb, brytyjski komandor porucznik, płetwonurek (zm. 1956)
  - Mieczysław Forlański, polski bokser (zm. 1983)
  - Enrico Platé, włoski kierowca wyścigowy (zm. 1954)
  - John Thomson, szkocki piłkarz, bramkarz (zm. 1931)
- 1910:
  - Maria Kozaczkowa, polska poetka (zm. 1982)
  - Li Kwoh-ting, tajwański ekonomista, polityk (zm. 2001)
  - Adina Mandlová, czeska aktorka (zm. 1991)
- 1911:
  - Leon Grosfeld, polski historyk, działacz komunistyczny (zm. 1987)
  - Robert Schatten, amerykański matematyk pochodzenia polskiego (zm. 1977)
- 1912:
  - Olof Gigon, szwajcarski filozof klasyczny, pisarz (zm. 1998)
  - Juliusz Katz-Suchy, polski działacz komunistyczny, dyplomata pochodzenia żydowskiego (zm. 1971)
  - Aleksiej Konsowski, rosyjski aktor (zm. 1991)
  - Jackson Pollock, amerykański malarz (zm. 1956)
- 1913:
  - Bob Clark, amerykański lekkoatleta, dziesięcioboista (zm. 1976)
  - Władysław Guzek, polski stolarz, polityk, poseł na Sejm PRL (zm. 1992)
- 1914:
  - Désiré Koranyi, francuski piłkarz, trener pochodzenia węgierskiego (zm. 1981)
  - Stanisław Sobotkiewicz, polski pisarz (zm. 1993)
- 1915:
  - Janina Jarzynówna-Sobczak, polska tancerka, choreograf, aktorka, pedagog (zm. 2004)
  - Juliusz Krzyżewski, polski poeta, żołnierz AK, uczestnik powstania warszawskiego (zm. 1944)
  - Zdzisław Radomski, polski kapitan pilot (zm. 2000)
  - Mieczysław Ubysz, polski poeta, żołnierz AK, spiker powstańczej radiostacji Błyskawica (zm. 1970)
- 1916 – Gotthold Rhode, niemiecki historyk, polityk nazistowski (zm. 1990)
- 1918:
  - Suzanne Flon, francuska aktorka (zm. 2005)
  - Sandro Puppo, włoski piłkarz, trener (zm. 1986)
- 1919:
  - Vicente Asensi, hiszpański piłkarz (zm. 2000)
  - Olivier Eggimann, szwajcarski piłkarz (zm. 2002)
  - Bo Ericson, szwedzki lekkoatleta, młociarz (zm. 1970)
  - Francis Gabreski, amerykański pilot wojskowy, as myśliwski pochodzenia polskiego (zm. 2002)
- 1920:
  - Walentina Borisienko, rosyjska szachistka (zm. 1993)
  - Franciszek Ginter, polski rolnik, polityk, poseł na Sejm PRL (zm. 2001)
- 1921:
  - Orazio Frugoni, włoski pianista (zm. 1997)
  - Arthur Allen Hoag, amerykański astronom (zm. 1999)
- 1922:
  - Emil Habibi, izraelski pisarz, polityk pochodzenia arabskiego (zm. 1996)
  - Robert William Holley, amerykański biochemik, wykładowca akademicki, laureat Nagrody Nobla (zm. 1993)
- 1923 – Erling Lorentzen, norweski przedsiębiorca, arystokrata (zm. 2021)
- 1924:
  - Cyril Cartwright, brytyjski kolarz torowy i szosowy (zm. 2015)
  - Maria Fołtyn, polska śpiewaczka (sopran) i reżyserka operowa (zm. 2012)
- 1925:
  - Raja Ramanna, indyjski fizyk atomowy (zm. 2004)
  - Andrzej Stelmachowski, polski polityk, marszałek Senatu RP, minister edukacji narodowej (zm. 2009)
- 1926:
  - Jimmy Bryan, amerykański kierowca wyścigowy (zm. 1960)
  - Władysław Findeisen, polski inżynier, automatyk, profesor nauk technicznych, polityk, senator RP (zm. 2023)
  - Gene Hartley, amerykański kierowca wyścigowy (zm. 1993)
  - Maneca, brazylijski piłkarz (zm. 1961)
  - Kazimierz Michalik, polski geodeta, kartograf (zm. 2005)
  - Uberto Mori, włoski inżynier, Sługa Boży (zm. 1989)
  - Armando Silvestre, meksykański aktor (zm. 2024)
  - Wanda Szczuka-Pawłowska, polska choreografka, pedagog (zm. 2007)
- 1927:
  - Maria Łopatkowa, polska pedagog, pisarka, publicystka, działaczka społeczna (zm. 2016)
  - Per Oscarsson, szwedzki aktor (zm. 2010)
  - Ronnie Scott, brytyjski saksofonista jazzowy (zm. 1996)
  - Hiroshi Teshigahara, japoński reżyser filmowy (zm. 2001)
- 1928:
  - Eugenio Monti, włoski bobsleista (zm. 2003)
  - Irena Szydłowska, polska łuczniczka, trenerka, działaczka sportowa (zm. 1983)
  - Silvio Vitale, włoski prawnik, publicysta, polityk (zm. 2005)
- 1929:
  - Acker Bilk, brytyjski klarnecista i wokalista jazzowy (zm. 2014)
  - Adam Dzieszyński, polski aktor (zm. 2011)
  - Edith Flanigen, amerykańska chemik
  - Claes Oldenburg, szwedzki rzeźbiarz (zm. 2022)
  - Nikołaj Tałyzin, radziecki polityk (zm. 1991)
  - Andrzej Zięba, polski matematyk, astrofizyk, wykładowca akademicki (zm. 1986)
- 1930:
  - Kurt Biedenkopf, niemiecki prawnik, polityk, premier Saksonii (zm. 2021)
  - Juan Manuel Bordeu, argentyński kierowca wyścigowy (zm. 1990)
  - Roy Clarke, brytyjski scenarzysta filmowy i telewizyjny
  - Kauko Hänninen, fiński wioślarz (zm. 2013)
  - Luis de Pablo, hiszpański kompozytor (zm. 2021)
  - Gražina Ručytė-Landsbergienė, litewska pianistka, pierwsza dama (zm. 2020)
- 1931:
  - Lucia Bosé, włoska aktorka (zm. 2020)
  - Naci Erdem, turecki piłkarz (zm. 2022)
  - Tadeusz Hanausek, polski prawnik, profesor kryminalistyki (zm. 2002)
  - Sakyō Komatsu, japoński pisarz science fiction, scenarzysta filmowy (zm. 2011)
  - Zofia Oraczewska, polska reżyserka filmów animowanych (zm. 1997)
  - Jerzy Antoni Wojciechowski, polski chemik, wynalazca (zm. 1995)
- 1932:
  - Valdemar Carabina, brazylijski piłkarz (zm. 2010)
  - David Hennessy, brytyjski arystokrata, polityk (zm. 2010)
  - Zbigniew Kiwka, polski poeta, prozaik (zm. 2014)
  - Maria Łabor-Soroka, polska prawnik, sędzia Trybunału Konstytucyjnego (zm. 2022)
  - Parry O’Brien, amerykański lekkoatleta, kulomiot (zm. 2007)
  - Prithipal Singh, indyjski hokeista na trawie (zm. 1983)
- 1933:
  - António Cardoso e Cunha, portugalski inżynier, przedsiębiorca, polityk, eurokomisarz (zm. 2021)
  - Krzysztof Teodor Toeplitz, polski dziennikarz, publicysta, scenarzysta i krytyk filmowy (zm. 2010)
- 1934:
  - Enzo Dieci, włoski duchowny katolicki, biskup pomocniczy Rzymu
  - Bill White, amerykański baseballista
- 1935:
  - Jean-Laurent Cochet, francuski aktor (zm. 2020)
  - David Lodge, brytyjski pisarz, krytyk literacki (zm. 2025)
  - Helena Maria Sawicka, polska plastyk, twórczyni ekslibrisów (zm. 2024)
- 1936:
  - Alan Alda, amerykański aktor, reżyser, pisarz
  - Delio Gamboa, kolumbijski piłkarz (zm. 2018)
  - Ismail Kadare, albański pisarz (zm. 2024)
  - Lesław Laskowski, polski polityk, poseł na Sejm PRL
  - Ljuben Popow, bułgarski szachista
  - Albert Rouet, francuski duchowny katolicki, arcybiskup Poitiers
  - Edyta Wojtczak, polska dziennikarka i spikerka telewizyjna
- 1937:
  - Karel Čáslavský, czeski historyk, archiwista filmowy, reżyser (zm. 2013)
  - Marek Dagnan, polski poeta, prozaik, autor tekstów piosenek (zm. 2016)
  - Jerzy Jóźwiak, polski polityk, poseł na Sejm PRL, minister rynku wewnętrznego
  - Witalis Raczkiewicz, polski pianista, pedagog (zm. 2007)
- 1938:
  - Nabih Berri, libański polityk
  - Marek Karewicz, polski artysta fotografik, dziennikarz muzyczny (zm. 2018)
  - Tomas Lindahl, szwedzki chemik, laureat Nagrody Nobla
  - Łeonid Żabotynśkyj, ukraiński sztangista (zm. 2016)
- 1939:
  - John Fabian, amerykański pilot wojskowy, astronauta
  - Wiktor Szustikow, rosyjski piłkarz, trener
- 1940:
  - Guido Bachmann, szwajcarski pisarz (zm. 2003)
  - William Cohen, amerykański polityk, senator
  - Bogusław Koprowski, polski aktor (zm. 2017)
  - Jan Sandorski, polski prawnik, wykładowca akademicki (zm. 2018)
- 1941:
  - Jewhen Marczuk, ukraiński generał armii, polityk, wicepremier, premier Ukrainy (zm. 2021)
- 1942:
  - Hans-Jürgen Bäumler, niemiecki łyżwiarz figurowy
  - Sjoukje Dijkstra, holenderska łyżwiarka figurowa (zm. 2024)
  - Isabel Moreno, kubańska aktorka (zm. 2024)
  - Teresa Wiszniowska, polska biolog (zm. 2006)
- 1943:
  - John Beck, amerykański aktor
  - Kim Jung-nam, południowokoreański piłkarz, trener
  - Romualdas Kozyrovičius, litewski inżynier, polityk, dyplomata
  - Aleksandr Paszutin, rosyjski aktor
  - Marcello Pera, włoski filozof, polityk
  - Dick Taylor, brytyjski muzyk, członek zespołu The Rolling Stones
- 1944:
  - Ewa Freyberg, polska polityk, poseł na Sejm RP
  - Susan Howard, amerykańska aktorka
  - Vicente Jiménez Zamora, hiszpański duchowny katolicki, arcybiskup metropolita Saragossy
  - Rosalia Mera, hiszpańska bizneswoman (zm. 2013)
  - John Tavener, brytyjski kompozytor (zm. 2013)
- 1945:
  - Marthe Keller, szwajcarska aktorka, reżyserka operowa
  - Jarosław Kozłowski, polski rzeźbiarz
  - Robert Wyatt, brytyjski wokalista, perkusista, członek zespołu Soft Machine
- 1946:
  - Leszek Jung, polski informatyk
  - Jerzy Maluśki, polski lekkoatleta, średniodystansowiec
  - Thomas Mann, niemiecki polityk
- 1947:
  - Txetxu Rojo, hiszpański piłkarz, trener (zm. 2022)
  - Shōzō Saijō, japoński bokser
  - Jeanne Shaheen, amerykańska polityk, senator
- 1948:
  - René Blattmann, boliwijski prawnik
  - Heinz Flohe, niemiecki piłkarz (zm. 2013)
  - Kazimierz Kościelny, polski polityk, samorządowiec (zm. 2012)
  - Celso Morga Iruzubieta, hiszpański duchowny katolicki, arcybiskup Méridy-Badajoz
  - Sebastián Taltavull Anglada, hiszpański duchowny katolicki, biskup Majorki
  - Charles Taylor, liberyjski polityk, prezydent Liberii
  - Bennie Thompson, amerykański polityk
- 1949:
  - Medetbek Kerimkułow, kirgiski polityk, premier Kirgistanu
  - Grzegorz Kołodko, polski ekonomista, polityk, minister finansów, wicepremier
  - Włodzimierz Krzyżosiak, polski biolog molekularny (zm. 2017)
  - Mike Moore, nowozelandzki polityk, dyplomata, premier Nowej Zelandii, dyrektor generalny WTO (zm. 2020)
  - Gregg Popovich, amerykański trener koszykarski pochodzenia serbskiego
  - Jerzy Szczakiel, polski żużlowiec (zm. 2020)
- 1950:
  - Hamad ibn Isa Al Chalifa, król Bahrajnu
  - Glyn Ford, brytyjski polityk
  - Bruno Gollnisch, francuski wykładowca akademicki, polityk
  - David Hilmers, amerykański pułkownik, inżynier, astronauta
  - Eglė Juodvalkė, litewska poetka, pisarka (zm. 2020)
  - Magdalena Kochan, polska polityk, poseł na Sejm RP
  - Wiesław Maras, polski samorządowiec, prezydent Częstochowy, członek zarządu województwa śląskiego
  - Jarosław Sienkiewicz, polski ekonomista, działacz „Solidarności” (zm. 1992)
- 1951:
  - Mark Hinkle, amerykański przedsiębiorca, polityk
  - Karl Honz, niemiecki lekkoatleta, sprinter
  - Łeonid Kadeniuk, ukraiński pilot, kosmonauta, polityk (zm. 2018)
  - Jerzy Kubaszewski, polski dziennikarz (zm. 2018)
  - Edward Puślecki, polski duchowny metodystyczny, biskup i superintendent naczelny Kościoła Ewangelicko-Metodystycznego w RP
  - Wacław Radecki, polski aktor, filmowiec
  - Christian Synaeghel, francuski piłkarz
  - Rudolf Wanner, austriacki skoczek narciarski
- 1952:
  - Urszula Bartkiewicz, polska klawesynistka
  - Fernand Cheri, amerykański duchowny katolicki, biskup pomocniczy Nowego Orleanu (zm. 2023)
  - Ryszard Dreger, polski aktor, reżyser teatralny i filmowy
  - Günther Happich, austriacki piłkarz (zm. 1995)
  - Michael Karst, niemiecki lekkoatleta, długodystansowiec
  - Cándido Méndez, hiszpański związkowiec
  - Anna Onichimowska, polska pisarka, poetka, scenarzystka
  - Otni’el Szneller, izraelski polityk
- 1953:
  - Richard Anconina, francuski aktor pochodzenia hiszpańsko-żydowskiego
  - Wiesław Banach, polski historyk sztuki, muzealnik
  - Christian Kratz, francuski duchowny katolicki, biskup pomocniczy Strasburga
  - Henryk Urbaś, polski dziennikarz sportowy
- 1954:
  - Kazimierz Dzielski, polski samorządowiec, polityk, poseł na Sejm RP
  - Bruno Metsu, francuski piłkarz, trener (zm. 2013)
- 1955:
  - Staffan Herrström, szwedzki polityk, dyplomata
  - Nicolas Sarkozy, francuski polityk, prezydent Francji pochodzenia żydowsko-węgierskiego
- 1956:
  - Lou Barletta, amerykański polityk, kongresmen
  - Jacek Samojłowicz, polski producent i scenarzysta filmowy
  - Peter Schilling, niemiecki piosenkarz, autor tekstów piosenek
- 1957:
  - Laurie Corbelli, amerykańska siatkarka
  - Konstantin Dimitrow, bułgarski polityk
  - Grzegorz Kubat, polski polityk, marszałek województwa opolskiego (zm. 2011)
- 1958:
  - Edevaldo, brazylijski piłkarz
  - László Fekete, węgierski strongman
  - Heron Ricardo Ferreira, brazylijski trener piłkarski
  - Iwona Zakrzewska, polska polityk, poseł na Sejm RP
- 1959:
  - Ewa Andrzejewska, polska fotografik (zm. 2017)
  - Burkhard von Dallwitz, niemiecki kompozytor muzyki filmowej
  - Frank Darabont, amerykański reżyser, scenarzysta i producent filmowy
  - Grzegorz Dzikowski, polski żużlowiec, trener
  - Andrzej Salach, polski piłkarz (zm. 2009)
- 1960:
  - Tatjana Donczewa, bułgarska prawnik, polityk
  - Magnus Fredriksson, szwedzki zapaśnik
  - Eugène Cyrille Houndékon, beniński duchowny katolicki, biskup Abomey
  - Alaksandr Krucikau, białoruski trener koszykarski
  - Loren Legarda, filipińska dziennikarka, polityk
- 1961:
  - Uładzimir Batan, białoruski inżynier mechanik, polityk
  - Arnaldur Indriðason, islandzki pisarz
  - Hanna Olęcka, polska koszykarka
  - Justynian (Owczinnikow), rosyjski biskup prawosławny
- 1962:
  - Michael Cage, amerykański koszykarz, trener
  - Keith Hamilton Cobb, amerykański aktor
  - Maciej Czyżowicz, polski pięcioboista nowoczesny
  - Giovanna Melandri, włoska ekonomistka, polityk
  - Philippe Vercruysse, francuski piłkarz
- 1963:
  - Jane Jensen, amerykańska pisarka, scenarzystka gier komputerowych
  - Dan Spitz, amerykański gitarzysta, członek zespołu Anthrax
  - Uraz Turakulow, tadżycki piłkarz
- 1964:
  - Francis Obafemi Adesina, nigeryjski duchowny katolicki, biskup Ijebu-Ode
  - Andrzej Chmiel, polski nauczyciel, polityk, poseł na Sejm RP
  - David McPherson, szkocki piłkarz
  - Dirk Meier, niemiecki kolarz szosowy i torowy
  - Isabel Moreno, kubańska aktorka
  - Wiktor Riaszko, ukraiński piłkarz, trener (zm. 2020)
- 1965:
  - Siarhiej Alejnik, białoruski dyplomata
  - Lynda Boyd, kanadyjska aktorka
  - Walter Brugna, włoski kolarz torowy
  - Peter Lundgren, szwedzki tenisista, trener (zm. 2024)
  - Agnieszka Muszyńska, polska lekkoatletka, płotkarka
  - Tomasz Sowiński, polski polityk, wojewoda pomorski
- 1966:
  - Krzysztof Bara, polski wokalista, lider zespołu Wańka Wstańka (zm. 2017)
  - Bożena Bąk, polska badmintonistka
  - Andrea Berg, niemiecka piosenkarka
  - Michal Pivoňka, czeski hokeista
  - Jari Räsänen, fiński biegacz narciarski
  - Wojciech Stawowy, polski piłkarz, trener
- 1967:
  - Carlos Pedroso, kubański szpadzista (zm. 2024)
  - Jean Rottner, francuski polityk, prezydent regionu Grand Est
  - Paweł Saramowicz, polski architekt
- 1968:
  - Aleksandra Klich, polska dziennikarka
  - DJ Muggs, amerykański raper, producent muzyczny
  - Sarah McLachlan, kanadyjska wokalistka, pianistka, kompozytorka
- 1969:
  - Kachaber Cakadze, gruziński skoczek narciarski
  - Fernando Cornejo, chilijski piłkarz (zm. 2009)
  - Witold Idczak, polski inżynier, samorządowiec, polityk, senator RP
  - Petr Kouba, czeski piłkarz, bramkarz
  - Jorge Otero, hiszpański piłkarz
  - Linda Sánchez, amerykańska polityk, kongreswoman
- 1970:
  - Tomas Asklund, szwedzki perkusista, inżynier dźwięku, producent muzyczny
  - Islam Fathi, egipski piłkarz
  - Norman Fegidero, filipiński piłkarz, trener
  - Julia Jäger, niemiecka aktorka
  - Linda Mūrniece, łotewska polityk
  - Donald Tardy, amerykański muzyk, członek zespołów Obituary i Tardy Brothers
  - Magdalena Warzecha, polska aktorka
- 1971:
  - Mario Biondi, włoski piosenkarz, kompozytor
  - Sebastian Florek, polski przedsiębiorca, polityk, poseł na Sejm RP
  - Anthony Hamilton, amerykański piosenkarz, autor tekstów piosenek, producent muzyczny
  - Jelena Motałowa, rosyjska lekkoatletka, biegaczka długodystansowa
  - Beata Naumnik, polska nefrolog, wykładowczyni akademicka
  - Guillermo Pérez, wenezuelski aktor, model
- 1972:
  - Jelena Baranowa, rosyjska koszykarka
  - Amy Coney Barrett, amerykańska prawnik, sędzia Sądu Najwyższego
  - Léon van Bon, holenderski kolarz szosowy i torowy
  - Reynaldo Clavasquín, honduraski piłkarz
  - Tarik Saleh, szwedzki dziennikarz, publicysta, animator, producent i reżyser filmowy pochodzenia egipskiego
  - Dariusz Toczek, polski aktor, lektor.
- 1973:
  - Carl Asaba, angielski piłkarz
  - Virgilio Ferreira, paragwajski piłkarz
  - Katarina Kresal, słoweńska prawnik, polityk
  - Tomislav Marić, chorwacki piłkarz
  - Adam Matusiewicz, polski samorządowiec, marszałek województwa śląskiego
  - Natalja Morozowa, rosyjska siatkarka
  - Andriej Popow, rosyjski kulturysta
  - Carrie Vaughn, amerykańska pisarka
- 1974:
  - Patrick Banda, zambijski piłkarz (zm. 1993)
  - Chwicza Biczinaszwili, gruziński zapaśnik
  - Tony Delk, amerykański koszykarz, trener
  - Magglio Ordóñez, wenezuelski baseballista
  - Melody Perkins, amerykańska aktorka, modelka, tancerka
  - Aneta Pieniądz, polska historyk, wykładowczyni akademicka
  - Marta Štefánková, czeska matematyk, wykładowczyni akademicka
  - Kari Traa, norweska narciarka dowolna
  - Dariusz Tworzydło, polski profesor nauk społecznych w dyscyplinie nauki o komunikacji społecznej i mediach
- 1975:
  - Susana Feitor, portugalska lekkoatletka, chodziarka
  - Hiroshi Kamiya, japoński seiyū
  - Shark Boy, amerykański wrestler
  - Pablo Zalba Bidegain, hiszpański ekonomista, polityk, eurodeputowany
- 1976:
  - Pierrick Bourgeat, francuski narciarz alpejski
  - Mark Madsen, amerykański koszykarz, trener
  - Hamid Merakchi, algierski piłkarz (zm. 2024)
  - Rick Ross, amerykański raper
  - Margaretha Sigfridsson, szwedzka curlerka
  - Rafał Trzaskalik, polski gitarzysta, członek zespołu Łzy
- 1977:
  - Joey Fatone, amerykański piosenkarz, aktor
  - Andrés Neuman, argentyńsko-hiszpański poeta, prozaik, eseista, tłumacz
  - Urszula Pasławska, polska działaczka samorządowa, polityk, poseł na Sejm RP
  - Takuma Satō, japoński kierowca wyścigowy
  - Liliana Zagacka, polska lekkoatletka, trójskoczkini
- 1978:
  - Olga Aleksandrowa, ukraińsko-hiszpańska szachistka
  - Gianluigi Buffon, włoski piłkarz, bramkarz
  - Jamie Carragher, angielski piłkarz
  - Papa Bouba Diop, senegalski piłkarz (zm. 2020)
  - Siergiej Gołubiew, rosyjski bobsleista
  - Mateusz Klinowski, polski prawnik, samorządowiec, burmistrz Wadowic
  - Varmah Kpoto, liberyjski piłkarz
  - Sheamus, irlandzki wrestler
  - Vanessa Villela, meksykańska aktorka
  - Aneta Wysokińska-Senkus, polska ekonomistka
- 1979:
  - Melvin Brown, meksykański piłkarz pochodzenia jamajskiego
  - Micheil Chuciszwili, gruziński piłkarz
  - Michał Karmowski, polski kulturysta
  - Branislav Krunić, bośniacki piłkarz
  - Tymoteusz (Sawczuk), polski duchowny prawosławny
  - Damian Słaboń, polski hokeista
  - Jeff Whitley, północnoirlandzki piłkarz pochodzenia zambijskiego
- 1980:
  - Nick Carter, amerykański wokalista, członek zespołu Backstreet Boys
  - Yasuhito Endō, japoński piłkarz
  - Nathan Marsters, kanadyjski hokeista, bramkarz (zm. 2009)
- 1981:
  - Marko Babić, chorwacki piłkarz
  - Maykel Galindo, kubański piłkarz
  - Erlend Hanstveit, norweski piłkarz
  - Kill the Noise, amerykański producent muzyczny, didżej pochodzenia polskiego
  - Elijah Wood, amerykański aktor
- 1982:
  - Michaël Guigou, francuski piłkarz ręczny
  - Katja Wächter, niemiecka florecistka
- 1983:
  - Tomasz Madras, polski politolog, ekonomista, polityk, wicewojewoda podlaski
  - Milan Majstorović, serbski koszykarz
  - Virginie Pichet, francuska tenisistka
  - Chris Wondolowski, amerykański piłkarz pochodzenia polskiego
  - Kimmo Yliriesto, fiński skoczek narciarski
  - Zhong Man, chiński szablista
- 1984:
  - Vladislav Baláž, słowacki hokeista
  - Ben Clucas, brytyjski kierowca wyścigowy
  - Danny Gibson, amerykański koszykarz
  - Andre Iguodala, amerykański koszykarz
  - Issam Jemâa, tunezyjski piłkarz
  - Mareen Kräh, niemiecka judoczka
  - Aleksiej Rieunkow, rosyjski lekkoatleta, długodystansowiec
  - Donatien Tuyizere, rwandyjski piłkarz
  - Jarosław Wasiak, polski lekkoatleta, sprinter
  - Ya Boy, amerykański raper
- 1985:
  - Eduardo Aranda, paragwajski piłkarz
  - Abdessalam Benjelloun, marokański piłkarz
  - J. Cole, amerykański raper, producent muzyczny
  - Lauris Dārziņš, łotewski hokeista
  - Tom Hopper, brytyjski aktor
  - András Kállay-Saunders, amerykański wokalista, producent muzyczny, członek zespołów Kállay Saunders Band i The Middletonz pochodzenia węgierskiego
  - Silja Kanerva, fińska żeglarka sportowa
  - Aya Miyama, japońska piłkarka
  - Arnold Mvuemba, kongijski piłkarz
  - Álvaro Navarro, urugwajski piłkarz
  - Hugues Onanena, kameruński zapaśnik
  - Wiaczesław Serdiuk, ukraiński piłkarz
  - Lisbeth Trickett, australijska pływaczka
  - Arciom Wołkau, białoruski hokeista
- 1986:
  - Pablo Aja, meksykański piłkarz
  - Tadija Dragićević, serbski koszykarz
  - Marcin Dutkiewicz, polski koszykarz
  - Jessica Ennis-Hill, brytyjska lekkoatletka, wieloboistka
  - Brandon Guyer, amerykański baseballista
  - Grubson, polski raper, producent muzyczny
  - Nathan Outteridge, australijski żeglarz sportowy
  - Anna Zwirydowska, polska zapaśniczka
- 1987:
  - Alexandria Anderson, amerykańska lekkoatletka, sprinterka
  - Michaił Kierżakow, rosyjski piłkarz, bramkarz
  - Matteo Martino, włoski siatkarz
  - Andreas Messing, szwedzki żużlowiec
- 1988:
  - Camille Lepage, francuska fotoreporterka (zm. 2014)
  - Adriano Malori, włoski kolarz szosowy
  - Anna Nazarenko, azerska siatkarka
- 1989:
  - Siem de Jong, holenderski piłkarz
  - Przemysław Kasparek, polski siatkarz
  - Kamil Kozłowski, polski judoka
  - Bruno Massot, niemiecki łyżwiarz figurowy pochodzenia francuskiego
  - Juan Diego Ormaechea, urugwajski rugbysta
  - Gal Szisz, izraelski piłkarz
  - Małgorzata Tomaszewska, polska dziennikarka i prezenterka telewizyjna
- 1990:
  - Laura Abril, kolumbijska kolarka górska
  - Daylon Claasen, południowoafrykański piłkarz
  - Markus Deibler, niemiecki pływak
  - Karl-Johan Johnsson, szwedzki piłkarz, bramkarz
  - Marek Štěch, czeski piłkarz, bramkarz
  - Zhang Kailin, chińska tenisistka
- 1991:
  - Lázaro Álvarez, kubański bokser
  - Romaissa Belbiod, algierska lekkoatletka, skoczkini w dal
  - Mallory Burdette, amerykańska tenisistka
  - Marta Onofre, portugalska lekkoatletka, tyczkarka
  - Calum Worthy, kanadyjski aktor
- 1992:
  - Dominika Gnich, polska judoczka
  - Suzana Lazović, czarnogórska piłkarka ręczna
  - Klaudia Maliszewska, polska lekkoatletka, kulomiotka
  - Manuela Wikieł, polska pływaczka
- 1993:
  - Wiera Bazarowa, rosyjska łyżwiarka figurowa
  - John Brooks, amerykański piłkarz
  - Will Poulter, brytyjski aktor
  - Coline Varcin, francuska biathlonistka
- 1994:
  - Joel Bolomboy, ukraiński koszykarz pochodzenia kongijsko-rosyjskiego
  - Maluma, kolumbijski piosenkarz, autor tekstów, projektant mody
  - Suela Mëhilli, albańska narciarka alpejska
  - Kelly Rasmussen, duńska pływaczka
  - Junior Sornoza, ekwadorski piłkarz
  - Zhu Lin, chińska tenisistka
- 1995:
  - Adrienne Cowan, amerykańska wokalistka metalowa, poetka, kompozytorka, pianistka, dyrygentka
  - Wylan Cyprien, francuski piłkarz pochodzenia gwadelupskiego
  - Diego González, hiszpański piłkarz
  - Calvin Hemery, francuski tenisista
  - Marc-Oliver Kempf, niemiecki piłkarz
- 1996:
  - Milan Gajić, serbski piłkarz
  - Rei Higuchi, japoński zapaśnik
  - Thomas Hofer, austriacki skoczek narciarski
  - Keyshawn Woods, amerykański koszykarz
- 1997:
  - Maciej Bender, polski koszykarz
  - Nuca Buzaladze, gruzińska piosenkarka, autorka tekstów
  - Kamil Droszyński, polski siatkarz
  - Krzysztof Niklas, polski zapaśnik (zm. 2021)
  - Brodric Thomas, amerykański koszykarz
- 1998:
  - Jan Martínez Franchi, argentyński siatkarz
  - Payton Pritchard, amerykański koszykarz
  - Mateusz Spychała, polski piłkarz
  - Ariel Winter, amerykańska aktorka
- 1999:
  - Abubakr Abakarow, rosyjski i azerski zapaśnik
  - Hiroki Abe, japoński piłkarz
  - Marijke Groenewoud, holenderska łyżwiarka szybka
  - HRVY, brytyjski piosenkarz, prezenter telewizyjny
- 2000:
  - Aaron Connolly, irlandzki piłkarz
  - Christian Früchtl, niemiecki piłkarz, bramkarz
  - Naczyn Mongusz, rosyjski zapaśnik
  - Kisy Nascimento, brazylijska siatkarka
  - Abel Ruiz, hiszpański piłkarz
  - Dušan Vlahović, serbski piłkarz
- 2001:
  - Roberto Molina, salwadorski piłkarz
  - Gabriela Orvošová, czeska siatkarka
  - Ismael Saibari marokański piłkarz
- 2003:
  - Manuel Aguilar, meksykański piłkarz
  - Whitney Peak, ugandyjsko-kanadyjska aktorka
- 2004:
  - Emoni Bates, amerykański koszykarz
  - António Morgado, portugalski kolarz szosowy
  - Jean Pedroso, brazylijski piłkarz
- 2005 – Juergen García, honduraski piłkarz, bramkarz
- 2006 – Kacper Sztuka, polski kierowca wyścigowy

## Zmarli
- 814 – Karol Wielki, król Franków, Burgundii i Longobardów, cesarz rzymski (ur. 742)
- 1061 – Spitygniew II, książę Czech (ur. 1031)
- 1065 – Mieszko Kazimierzowic, hipotetyczny książę Kujaw (ur. 1045)
- 1204 – Izaak II Angelos, cesarz bizantyński (ur. 1156)
- 1227 – Henryk Borwin I, książę Meklemburgii (ur. ?)
- 1232 – Pierre de Montaigu, francuski dowódca wojskowy, polityk, wielki mistrz zakonu templariuszy (ur. ?)
- 1256 – Wilhelm z Holandii, hrabia Holandii i Zelandii, antykról i król Niemiec (ur. ok. 1227)
- 1271 – Izabela Aragońska, królowa Francji (ur. 1247)
- 1443 – Thomas Simonsson, szwedzki duchowny katolicki, biskup Strängnäs (ur. ok. 1380)
- 1463 – Paweł Giżycki, polski duchowny katolicki, biskup płocki (ur. ok. 1400)
- 1488 – Jan Rzeszowski, polski duchowny katolicki, biskup krakowski, podskarbi wielki koronny (ur. ok. 1411)
- 1528 – Filip z Kleve, pan Ravensteinu i Wijnendale, dowódca wojskowy (ur. 1456)
- 1529 – Pirro Gonzaga, włoski kardynał (ur. 1505)
- 1532 – Łukasz, polski dominikanin, organista pochodzenia węgierskiego (ur. ?)
- 1547 – Henryk VIII Tudor, król Anglii (ur. 1491)
- 1565 – Federico Cesi, włoski duchowny katolicki, biskup Todi i Porto-Santa Rufina, kardynał (ur. 1500)
- 1578 – Diego Colón de Toledo, hiszpański admirał (ur. ?)
- 1587 – Francisco Hernández de Toledo, hiszpański naturalista, lekarz, botanik, ornitolog (ur. ok. 1514)
- 1596 – (lub 27 stycznia) Francis Drake, angielski żeglarz, korsarz, wiceadmirał (ur. ok. 1540)
- 1597 – Mikołaj Moniwid Olechnowicz Dorohostajski, polski szlachcic, polityk, dowódca wojskowy (ur. ok. 1530)
- 1608 – Mikołaj Dobrocieski, polski duchowny katolicki, prawnik, profesor i rektor Akademii Krakowskiej (ur. 1559)
- 1609 – Paweł Koszutski, polski szlachcic, polityk (ur. ?)
- 1612 – Silvestro Aldobrandini, włoski kardynał (ur. 1587)
- 1614 – Francesco Mantica, włoski kardynał (ur. 1534)
- 1617 – Karol II Podiebradowicz, książę oleśnicki i legnicko-brzeski (jako regent), starosta generalny Śląska (ur. 1545)
- 1621 – Paweł V, papież (ur. 1550–1552)
- 1633 – Melchior Gieysz, litewski duchowny katolicki, biskup żmudzki (ur. ?)
- 1666 – Tommaso Dingli, maltański architekt, rzeźbiarz (ur. 1591)
- 1687 – Jan Heweliusz, polski astronom, matematyk (ur. 1611)
- 1688 – Ferdinand Verbiest, flamandzki misjonarz, teolog, matematyk, astronom (ur. 1623)
- 1710 – Filip Verheyen, holenderski chirurg, anatom (ur. 1648)
- 1754 – Ludvig Holberg, duński prozaik, dramaturg (ur. 1684)
- 1761 – Diego del Corro, hiszpański duchowny katolicki, arcybiskup metropolita Limy i prymas Peru (ur. 1706)
- 1762 – Paweł Giżycki, polski jezuita, architekt, malarz, dekorator (ur. 1692)
- 1764 – Konstantyn Racoviță, hospodar Mołdawii (ur. ?)
- 1774 – Antonio Galli Bibiena, włoski architekt, scenograf, malarz (ur. 1697)
- 1781 – Johann Moritz von Strachwitz, niemiecki duchowny katolicki, biskup pomocniczy wrocławski i administrator apostolski diecezji (ur. 1721)
- 1791 – Georg Christian Oeder, niemiecki lekarz, botanik, działacz społeczny (ur. 1728)
- 1793 – Piotr Won Si-jang, koreański męczennik i błogosławiony katolicki (ur. 1732)
- 1794 – Johann Gottlob Imanuel Breitkopf, niemiecki drukarz, typograf (ur. 1719)
- 1798 – Christian Gottlob Neefe, niemiecki kompozytor, dyrygent (ur. 1748)
- 1802 – John FitzGibbon, brytyjski arystokrata, polityk (ur. ok. 1749)
- 1805 – Mihály Csokonai Vitéz, węgierski poeta (ur. 1773)
- 1806 – Jean-Joseph Mounier, francuski polityk, sędzia (ur. 1758)
- 1814 – Dawid Biderman, polski rabin (ur. 1746)
- 1816 – Wichard Joachim Heinrich von Möllendorf, pruski feldmarszałek (ur. 1724)
- 1817:
  - Friedrich Ludwig Æmilius Kunzen, niemiecki kompozytor, dyrygent (ur. 1761)
  - Patrycy Przeczytański, polski pijar, kaznodzieja, filozof, logik, matematyk (ur. 1750)
- 1819 – Jan Kiliński, polski szewc, pułkownik, przywódca insurekcji warszawskiej, uczestnik insurekcji kościuszkowskiej (ur. 1760)
- 1825 – Luise Rogée, niemiecka aktorka (ur. 1800)
- 1826 – Gustaf von Paykull, szwedzki przyrodnik, ornitolog, entomolog, poeta (ur. 1757)
- 1839 – William Beechey, brytyjski malarz portrecista (ur. 1753)
- 1841 – José Domínguez Bécquer, hiszpański malarz (ur. 1805)
- 1844 – Johannes van den Bosch, holenderski wojskowy, polityk (ur. 1780)
- 1845 – Piotr Valentin d’Hauterive, polski podpułkownik, uczestnik powstania listopadowego (ur. 1779)
- 1850 – Jan Bogdan Tarnowski, polski ziemianin, polityk (ur. 1805)
- 1858:
  - Agata Lin Zhao, chińska męczennica i święta katolicka (ur. 1817)
  - Hieronim Lu Tingmei, chiński męczennik i święty katolicki (ur. 1811)
  - Wawrzyniec Wang Bing, chiński męczennik i święty katolicki (ur. 1802)
- 1859 – Frederick Robinson, brytyjski arystokrata, polityk, premier Wielkiej Brytanii (ur. 1782)
- 1861 – Henri Murger, francuski pisarz (ur. 1822)
- 1864 – Benoît Clapeyron, francuski matematyk, fizyk (ur. 1799)
- 1865 – Felice Romani, włoski poeta, librecista (ur. 1788)
- 1868:
  - Edmund Walker Head, brytyjski administrator kolonialny (ur. 1805)
  - Adalbert Stifter, austriacki pisarz (ur. 1805)
- 1873 – Henry Hugh Pierson, brytyjski kompozytor (ur. 1815)
- 1874 – Stanisław Konstanty Pietruski, polski ziemianin, zoolog, biolog, ornitolog, pomolog, badacz fauny Karpat, założyciel pierwszego ogrodu zoologicznego na ziemiach polskich (ur. 1811)
- 1876 – Ferenc Deák, węgierski polityk (ur. 1803)
- 1879:
  - Benedict Stilling, niemiecki lekarz, anatom, neurolog, chirurg (ur. 1810)
  - Hermann Friedrich Wäsemann, niemiecki architekt (ur. 1813)
- 1886 – Stanisław Kunicki, polski działacz robotniczy i rewolucyjny (ur. 1861)
- 1889 – Joseph-Émile Barbier, francuski astronom, matematyk (ur. 1839)
- 1894 – August Hirsch, niemiecki lekarz, historyk medycyny pochodzenia żydowskiego (ur. 1817)
- 1896 – Henryk de Ossó Cervelló, hiszpański duchowny katolicki, święty (ur. 1840)
- 1898 – Julius Albert Licht, niemiecki architekt (ur. 1821)
- 1900 – Oskar Widmann, polski kardiolog, wykładowca akademicki (ur. 1839)
- 1901:
  - Henri de Bornier, francuski prozaik, poeta, dramaturg, krytyk teatralny (ur. 1825)
  - Ludwika Godlewska, polska pisarka (ur. 1863)
  - Iosif Hurko, rosyjski feldmarszałek, generał-gubernator warszawski (ur. 1828)
- 1903 – Robert Planquette, francuski kompozytor (ur. 1848)
- 1904:
  - Adam Münchheimer, polski kompozytor, skrzypek, dyrygent (ur. 1830)
  - Elzear Torreggiani, włoski duchowny katolicki, biskup Armidale w Australii (ur. 1830)
- 1905:
  - Gustaw Piotrowski (młodszy), polski lekarz, fizjolog, wykładowca akademicki (ur. 1863)
  - Stjepan Spevec, chorwacki prawnik, prezes Sądu Najwyższego, wykładowca akademicki, polityk (ur. 1839)
- 1907:
  - John Gibson Paton, szkocki misjonarz protestancki (ur. 1824)
  - Jan Nepomucen Skalski, polski nauczyciel polski, twórca fundacji stypendialnej (ur. 1822)
- 1908:
  - Józef Freinademetz, włoski werbista, misjonarz, święty (ur. 1852)
  - Sidney Paget, brytyjski ilustrator (ur. 1860)
  - François-Marie-Benjamin Richard de la Vergne, francuski duchowny katolicki, arcybiskup Paryża (ur. 1819)
- 1910 – Alfredo Capelli, włoski matematyk, wykładowca akademicki (ur. 1855)
- 1911 – Jan Dziewulski, polski przemysłowiec (ur. ?)
- 1912:
  - Eloy Alfaro, ekwadorski generał, polityk, prezydent Ekwadoru (ur. 1842)
  - Gustave de Molinari, francuski ekonomista, wykładowca akademicki pochodzenia belgijskiego (ur. 1819)
- 1913 – Julius Franz, niemiecki astronom, wykładowca akademicki (ur. 1847)
- 1915:
  - Józef Hudec, polski związkowiec, polityk (ur. 1863)
  - René Rumpelmayer, francuski lotnik, baloniarz (ur. 1870)
- 1917:
  - Juliusz Borst, polski fabrykant (ur. 1838)
  - Wiktor Grzesicki, polski generał major cesarskiej i królewskiej armii (ur. 1859)
  - Justyn Bonawentura Pranajtis, litewski duchowny katolicki, hebraista, talmudysta (ur. 1861)
  - Yikuang, chiński polityk, arystokrata mandżurski (ur. 1838)
- 1918 – John McCrae, kanadyjski chirurg wojskowy, poeta, prozaik (ur. 1872)
- 1919 – Franz Mehring, niemiecki filozof, teoretyk i historyk marksistowski (ur. 1846)
- 1920:
  - Ludwik Marszewski, polski duchowny katolicki, lekarz (ur. 1857)
  - Panas Myrny, ukraiński pisarz, tłumacz (ur. 1849)
- 1923 – Józef Markiewicz, polski lekarz, działacz społeczny (ur. 1834)
- 1924:
  - Paweł Belcarz, polski podporucznik, uczestnik powstania styczniowego (ur. 1841)
  - Teófilo Braga, portugalski prozaik, dramaturg, polityk, prezydent Portugalii (ur. 1843)
  - Roman Januszkiewicz, polski inżynier (ur. 1873)
- 1925 – (lub 25 stycznia) Zygmunt Seyda, polski prawnik, polityk wicemarszałek Sejmu RP (ur. 1876)
- 1926:
  - Leons Paegle, łotewski poeta, dramaturg, działacz rewolucyjny (ur. 1890)
  - Romuald Piotrowski, polski lekarz, działacz społeczny (ur. 1844)
  - Harry Welles Rusk, amerykański prawnik, polityk (ur. 1852)
  - Ernest Troubridge, brytyjski admirał (ur. 1862)
- 1928:
  - Vicente Blasco Ibáñez, hiszpański pisarz, publicysta, polityk (ur. 1867)
  - Andrea Vassallo, maltański architekt (ur. 1856)
- 1930:
  - Konrad Biesalski, niemiecki ortopeda, działacz społeczny (ur. 1868)
  - Ema Destinnová, czeska śpiewaczka (sopran liryczno-dramatyczny) (ur. 1878)
  - Mojżesz Tovini, włoski duchowny katolicki, błogosławiony (ur. 1877)
- 1931:
  - Rudolf Baworowski, polski ziemianin, polityk (ur. 1865)
  - Konstantin Jeriemiejew, rosyjski rewolucjonista, radziecki wojskowy, działacz partyjny i dziennikarz (ur. 1874)
- 1932:
  - Wincenty Buksznis, polski i radziecki działacz socjalistyczny i komunistyczny (ur. 1859)
  - Ðorđe Joannović, serbski patolog, wykładowca akademicki (ur. 1871)
  - Isidoro Sain,włoski duchowny katolicki, benedyktyn, biskup rijecko-opatyjski pochodzenia chorwackiego (ur. 1869)
- 1933:
  - Ludwik Czystogórski, polski aktor, śpiewak operetkowy, dyrektor teatrów prowincjonalnych (ur. 1855)
  - Peter Griesbacher, niemiecki duchowny katolicki, kompozytor, organista (ur. 1864)
- 1934 – Muszek Ter-Jegiazarianc, radziecki działacz państwowy i partyjny narodowości ormiańskiej (ur. 1894)
- 1935:
  - Jay Gould II, amerykański zawodnik jeu de paume (ur. 1888)
  - Michaił Ippolitow-Iwanow, rosyjski kompozytor, dyrygent (ur. 1859)
- 1936 – Richard Loeb, amerykański porywacz, morderca (ur. 1905)
- 1937:
  - George Buckland, brytyjski zawodnik lacrosse (ur. 1883)
  - Jadwiga Dziubińska, polska działaczka ruchu ludowego, polityk, poseł na Sejm Ustawodawczy (ur. 1874)
  - Anastasios Metaksas, grecki architekt, strzelec sportowy (ur. 1862)
  - Maria Luiza Montesinos Orduña, hiszpańska działaczka Akcji Katolickiej, męczennica, błogosławiona (ur. 1901)
  - Alfred Ostroróg, polski urzędnik, oficer rezerwy (ur. 1894)
  - Arthur Pollen, brytyjski przemysłowiec, wynalazca (ur. 1866)
- 1938:
  - Bernd Rosemeyer, niemiecki kierowca i motocyklista wyścigowy (ur. 1909)
  - Sabina Schindler, polska pielęgniarka (ur. 1902)
  - Giacinto Sertorelli, włoski narciarz alpejski (ur. 1915)
- 1939 – William Butler Yeats, irlandzki pisarz, filozof, laureat Nagrody Nobla (ur. 1865)
- 1940:
  - Zawen Ałmazow, radziecki starszy porucznik bezpieczeństwa państwowego (ur. 1898)
  - Wiktor Jarcew, radziecki polityk, działacz partyjny, funkcjonariusz służb specjalnych (ur. 1904)
  - Károly Kaán, węgierski leśnik, pionier ochrony przyrody (ur. 1867)
  - Johan August Lundell, szwedzki językoznawca, slawista, wykładowca akademicki (ur. 1851)
  - Gustaw Manitius, polski duchowny luterański (ur. 1880)
  - Lew Roszal, radziecki działacz partyjny, oficer polityczny, funkcjonariuszem służb specjalnych (ur. 1896)
  - Michał Skrzypczak, polski samorządowiec, burmistrz Międzychodu, powstaniec wielkopolski (ur. 1888)
  - Mirsaid Sułtan-Galijew, tatarski rewolucjonista, dziennikarz (ur. 1892)
  - Aleksandr Uspienski, radziecki funkcjonariusz radzieckich organów bezpieczeństwa, ludowy komisarz spraw wewnętrznych Ukraińskiej SRR (ur. 1902)
- 1942 – Adam Zajączkowski, polski major piechoty, malarz, scenograf, redaktor, publicysta (ur. 1877)
- 1943 – Maria Szerocka, polska nauczycielka, członkini ZWZ/AK (ur. 1908)
- 1944:
  - Adelbert Schulz, niemiecki generał major (ur. 1903)
  - Jerzy Wojnowski, polski podporucznik, agent wywiadu niemieckiego (ur. 1915)
- 1945:
  - Francesco Antonio Arena, włoski generał (ur. 1889)
  - Joseph Putz, francuski pułkownik (ur. 1895)
  - Wolfgang Spielhagen, niemiecki prawnik, polityk, burmistrz Wrocławia (ur. 1891)
  - Roza Szanina, radziecka snajperka (ur. 1924)
  - Teodora Witkowska, polska zakonnica, Służebnica Boża (ur. 1889)
- 1946:
  - Edward August, niemiecki funkcjonariusz i zbrodniarz nazistowski (ur. 1909)
  - Aleksandr Gucało, radziecki pilot wojskowy, as myśliwski (ur. 1917)
- 1947 – Reynaldo Hahn, francuski kompozytor, dyrygent, krytyk muzyczny (ur. 1875)
- 1949 – Jean-Pierre Wimille, francuski kierowca wyścigowy, członek antynazistowskiego ruchu oporu (ur. 1908)
- 1950 – Nikołaj Łuzin, rosyjski matematyk, wykładowca akademicki (ur. 1883)
- 1951:
  - Marian Grotowski, polski fizyk, wykładowca akademicki (ur. 1882)
  - Henryk Raabe, polski zoolog, wykładowca akademicki, działacz społeczny, polityk, poseł do KRN i na Sejm Ustawodawczy (ur. 1882)
- 1952:
  - Olimpia Bida, polska józefitka, błogosławiona (ur. 1903)
  - Thomas Hicks, amerykański lekkoatleta, maratończyk (ur. 1876)
- 1953 – James Scullin, australijski dziennikarz, polityk, premier Australii (ur. 1876)
- 1954:
  - Ernest Esclangon, francuski astronom, fizyk, matematyk, wykładowca akademicki (ur. 1876)
  - Aleksandr Orłow, rosyjski astronom (ur. 1880)
  - Eugeniusz Romer, polski geograf, kartograf, encyklopedysta, wykładowca akademicki (ur. 1871)
- 1956 – Marie Juchacz, niemiecka polityk (ur. 1879)
- 1957 – Stanisław Magierski, polski fotograf, malarz, poeta, mecenas sztuki, farmaceuta (ur. 1904)
- 1958:
  - Ferenc Helbing, węgierski malarz, grafik (ur. 1870)
  - Ivor Maxse, brytyjski generał (ur. 1862)
- 1959 – Josef Sprinzak, izraelski polityk (ur. 1885)
- 1960 – Zora Neale Hurston, amerykańska pisarka (ur. 1891)
- 1962 – Elliott Joslin, amerykański diabetolog (ur. 1869)
- 1963:
  - John Farrow, amerykański reżyser i scenarzysta filmowy pochodzenia australijskiego (ur. 1904)
  - Gustave Garrigou, francuski kolarz szosowy (ur. 1884)
  - Mieczysław Kłapa, polski nauczyciel, inspektor szkolny, powstaniec śląski, radny i wiceprezydent Katowic (ur. 1890)[4][5]
  - Piotr Pacosz, polski polityk, poseł na Sejm PRL (ur. 1915)
- 1965 – Maxime Weygand, francuski generał, polityk, minister obrony w rządzie Vichy (ur. 1867)
- 1967:
  - Tadeusz Gąsiewicz, polski malarz (ur. 1897)
  - Bechor-Szalom Szitrit, izraelski polityk (ur. 1895)
- 1970:
  - Erwin Hasbach, polski polityk, poseł na Sejm i senator RP, działacz mniejszości niemieckiej (ur. 1875)
  - Thomas John Ryan, amerykański kontradmirał (ur. 1901)
- 1971:
  - Charles Garland, amerykański tenisista (ur. 1898)
  - Stanisław Vincenz, polski pisarz, filozof, tłumacz (ur. 1888)
  - Donald Woods Winnicott, brytyjski psychoanalityk (ur. 1896)
- 1972 – Dino Buzzati, włoski pisarz, dziennikarz (ur. 1906)
- 1973 – Tommy Johnson, angielski piłkarz (ur. 1901)
- 1974:
  - Mieczysław Jabłoński, polski aktor (ur. 1901)
  - Borys Łapicki, polski prawnik, wykładowca akademicki (ur. 1889)
  - Goodridge Roberts, kanadyjski malarz (ur. 1904)
- 1975:
  - Feliks Dzierżanowski, polski kompozytor, dyrygent (ur. 1890)
  - Antonín Novotný, czeski polityk komunistyczny, I sekretarz KPCz, prezydent Czechosłowacji (ur. 1904)
  - Józef Wieczerzak, polski etnograf, muzealnik (ur. 1925)
- 1977 – Józef Kapeniak, polski pisarz (ur. 1906)
- 1978:
  - Jerzy Kuryłowicz, polski językoznawca, indoeuropeista, wykładowca akademicki (ur. 1895)
  - Archie Robertson, szkocki piłkarz, trener (ur. 1929)
- 1979 – Hans Scherfig, duński pisarz, malarz (ur. 1905)
- 1980:
  - Franco Evangelisti, włoski kompozytor (ur. 1926)
  - Stanisław Leuta, radziecki piłkarz, trener (ur. 1903)
- 1981 – Alphonse Gemuseus, szwajcarski jeździec sportowy (ur. 1898)
- 1983:
  - Frank Forde, australijski polityk, premier Australii (ur. 1890)
  - Billy Fury, brytyjski piosenkarz, aktor (ur. 1940)
  - Claude Papi, francuski piłkarz (ur. 1949)
  - Jean Rupp, francuski duchowny katolicki, biskup, nuncjusz apostolski (ur. 1905)
- 1984 – Konstanty Jaroszewicz, polski misjonarz, ewangelista, prekursor i pionier Kościoła Chrystusowego w Polsce (ur. 1891)
- 1985:
  - Maria Fiedotjew-Jesse, polska mykolog (ur. 1912)
  - Alfredo Foni, włoski piłkarz, trener (ur. 1911)
- 1986 – Ofiary katastrofy wahadłowca Challenger:
  - Gregory Jarvis, amerykański astronauta (ur. 1944)
  - Christa McAuliffe, amerykańska nauczycielka, astronautka (ur. 1948)
  - Ronald McNair, amerykański astronauta (ur. 1950)
  - Ellison Onizuka, amerykański astronauta (ur. 1946)
  - Judith Resnik, amerykańska astronautka (ur. 1949)
  - Francis Scobee, amerykański astronauta (ur. 1939)
  - Michael John Smith, amerykański astronauta (ur. 1945)
- 1988 – Klaus Fuchs, niemiecki fizyk, agent radziecki (ur. 1911)
- 1989 – Halina Konopacka, polska lekkoatletka, dyskobolka (ur. 1900)
- 1990:
  - Puma Jones, amerykańska piosenkarka (ur. 1953)
  - Henryk Pietrzak, polski pilot wojskowy, as myśliwski (ur. 1914)
  - Edward Szymkowiak, polski piłkarz, bramkarz (ur. 1932)
- 1991 – Nikola Radović, jugosłowiański piłkarz (ur. 1933)
- 1993:
  - Erik Herseth, norweski wojskowy, żeglarz sportowy, śpiewak operowy (batryton) (ur. 1892)
  - Pantelejmon (Mitriukowski), rosyjski biskup prawosławny (ur. 1912)
- 1994:
  - Afif al-Bizri, syryjski generał (ur. 1914)
  - Otton Gordziałkowski, polski wioślarz, prawnik (ur. 1898)
  - William Levitt, amerykański agent nieruchomości pochodzenia żydowskiego (ur. 1907)
  - Hal Smith, amerykański aktor (ur. 1916)
- 1995:
  - Marian Bohusz-Szyszko, polski malarz, krytyk sztuki, publicysta, pedagog (ur. 1901)
  - Szyja Bronsztejn, polski ekonomista, statystyk, historyk, wykładowca akademicki pochodzenia żydowskiego (ur. 1923)
  - Aldo Gordini, francuski kierowca wyścigowy pochodzenia włoskiego (ur. 1921)
  - Afanasij Szczegłow, radziecki generał armii, polityk (ur. 1912)
  - Ferruccio Tagliavini, włoski śpiewak operowy (tenor) (ur. 1913)
  - George Woodcock, kanadyjski prozaik, poeta, krytyk literacki, publicysta, wydawca, myśliciel anarchistyczny (ur. 1912)
- 1996:
  - Iosif Brodski, rosyjski poeta, tłumacz, laureat Nagrody Nobla pochodzenia żydowskiego (ur. 1940)
  - Jerry Siegel, amerykański autor komiksów (ur. 1914)
- 1997:
  - Irena Byrska, polska aktorka, reżyserka teatralna, pedagog (ur. 1901)
  - Mikel Koliqi, albański kardynał (ur. 1902)
  - Geoffrey Rippon, brytyjski polityk (ur. 1924)
- 1999:
  - Josef Doležal, czeski lekkoatleta, chodziarz (ur. 1920)
  - Roger Le Nizerhy, francuski kolarz torowy (ur. 1916)
  - František Vláčil, czeski reżyser filmowy (ur. 1924)
- 2001:
  - Stephen Malcolm, jamajski piłkarz (ur. 1970)
  - Ranko Marinković, chorwacki pisarz (ur. 1913)
  - Iga Mayr, polska aktorka (ur. 1921)
- 2002:
  - Gustaaf Deloor, belgijski kolarz szosowy (ur. 1913)
  - Astrid Lindgren, szwedzka pisarka (ur. 1907)
- 2003 – Miloš Milutinović, jugosłowiański trener piłkarski (ur. 1933)
- 2004:
  - Anna Antkiewicz, polska geolog, taterniczka, grotołaz (ur. 1953)
  - Kostas Birulis, litewski inżynier, polityk (ur. 1925)
  - Krzysztof Dzierżawski, polski ekonomista, inżynier, przedsiębiorca (ur. 1948)
  - Yukihiko Ikeda, japoński polityk, minister spraw zagranicznych (ur. 1937)
  - Mel Pritchard, brytyjski perkusista, członek zespołu Barclay James Harvest (ur. 1948)
  - Joe Viterelli, amerykański aktor (ur. 1937)
  - Jan Woluch, polski siatkarz, działacz sportowy (ur. 1929)
- 2005:
  - Jim Capaldi, brytyjski perkusista, wokalista, członek zespołu Traffic (ur. 1944)
  - Karen Lancaume, francuska aktorka pornograficzna (ur. 1973)
  - Jacques Villeret, francuski aktor (ur. 1951)
- 2006:
  - Wincenty Domisz, polski samorządowiec, prezydent Inowrocławia i Bydgoszczy (ur. 1929)
  - Jicchak Kaduri, izraelski ortodoksyjny rabin (ur. ok. 1900)
  - Henry McGee, brytyjski aktor (ur. 1928)
  - Sauli Rytky, fiński biegacz narciarski (ur. 1918)
- 2007:
  - Vittoria Calma, polska śpiewaczka operowa (sopran dramatyczny) (ur. 1920)
  - Carlo Clerici, szwajcarski kolarz (ur. 1929)
  - Zdzisław Klucznik, polski aktor (ur. 1919)
  - Omkar Prasad Nayyar, indyjski kompozytor, twórca muzyki filmowej (ur. 1926)
  - Karel Svoboda, czeski kompozytor, twórca muzyki filmowej (ur. 1938)
  - Emma Tillman, amerykańska superstulatka (ur. 1892)
- 2008:
  - Christodoulos I, grecki duchowny prawosławny, arcybiskup Aten, zwierzchnik greckiego Kościoła prawosławnego (ur. 1939)
  - Antoni Podraza, polski historyk, wykładowca akademicki, działacz ludowy (ur. 1920)
  - Józef Polok, polski aktor, satyryk, muzyk, członek zespołu Kapela ze Śląska (ur. 1958)
- 2009:
  - Glenn Davis, amerykański lekkoatleta, płotkarz (ur. 1934)
  - Zenon Dądajewski, polski aktor, reżyser filmowy (ur. 1936)
  - Gyula Pálóczi, węgierski lekkoatleta, skoczek w dal i trójskoczek (ur. 1962)
  - Marian Śliwiński, polski chirurg, polityk, minister zdrowia i opieki społecznej (ur. 1932)
  - Wendell Wyatt, amerykański polityk (ur. 1917)
- 2010 – Kazimierz Mijal, polski polityk, minister gospodarki komunalnej (ur. 1910)
- 2011 – Margaret Price, walijska śpiewaczka operowa (sopran) (ur. 1941)
- 2012 – Roman Juszkiewicz, polski astrofizyk, kosmolog, wykładowca akademicki (ur. 1952)
- 2013:
  - Ladislav Pavlovič, słowacki piłkarz (ur. 1926)
  - Stanisława Stanisławska-Majdrowicz, polska tancerka, choreografka, reżyserka teatralna (ur. 1920)
- 2014:
  - Hienadź Hruszawy, białoruski filozof, polityk, działacz społeczny (ur. 1950)
  - Tom Sherak, amerykański producent filmowy (ur. 1945)
- 2015:
  - Egon Adler, niemiecki kolarz szosowy (ur. 1937)
  - Alberto Cardaccio, urugwajski piłkarz (ur. 1949)
  - Yves Chauvin, francuski chemik, laureat Nagrody Nobla (ur. 1930)
  - Stanisław Pietrzak, polski polityk, samorządowiec, wiceprezydent Warszawy (ur. 1943)
- 2016:
  - Signe Anderson, amerykańska wokalistka, członkini zespołu Jefferson Airplane (ur. 1941)
  - Emile Destombes, francuski duchowny katolicki, koadiutor i wikariusz apostolski Phnom Penh (ur. 1935)
  - Paul Kantner, amerykański gitarzysta, wokalista, członek zespołów: Jefferson Airplane i Jefferson Starship (ur. 1941)
  - Zdzisław Krasiński, polski ekonomista, polityk, minister (ur. 1930)
  - Jim Morris, amerykański kulturysta (ur. 1935)
  - Adam Sobociński, polski działacz PCK (ur. 1937)
  - Ihor Zajcew, ukraiński piłkarz (ur. 1934)
- 2017:
  - Alaksandr Cichanowicz, białoruski piosenkarz ur. (1952)
  - Kazimierz Czarnecki, polski polityk, działacz społeczny, poseł na Sejm PRL (ur. 1923)
  - Geoff Nicholls, brytyjski kompozytor, klawiszowiec (ur. 1944)
  - Andrzej Nikodemowicz, polski kompozytor, pianista, pedagog (ur. 1925)
  - Lennart Nilsson, szwedzki fotograf, pionier fotografii medycznej (ur. 1922)
  - Zdzisław Olszewski, polski inżynier, urzędnik państwowy, wojewoda elbląski (ur. 1935)
  - Salvatore Tatarella, włoski prawnik, samorządowiec, polityk (ur. 1947)
  - Ion Ungureanu, mołdawski aktor, polityk (ur. 1935)
- 2018:
  - Antônio Marochi, brazylijski duchowny katolicki, biskup Londriny i Presidente Prudente (ur. 1925)
  - Maxwell Noronha, indyjski duchowny katolicki, biskup Kalikatu (ur. 1926)
  - Sebastian Rybarczyk, polski dziennikarz radiowy (ur. 1970)
  - Gene Sharp, amerykański politolog, pisarz, teoretyk rewolucji bez przemocy (ur. 1928)
  - Edward Surdyka, polski trener piłki ręcznej (ur. 1930)
  - Barbara Wałkówna, polska aktorka (ur. 1933)
- 2019:
  - Arkadiusz Dera, polski artysta kabaretowy (ur. 1955)
  - Isztwan Sekecz, ukraiński piłkarz, trener (ur. 1939)
- 2020:
  - Andrzej Klimczak-Dobrzaniecki, polski malarz (ur. 1946)
  - Dyanne Thorne, amerykańska aktorka, modelka (ur. 1936)
  - Krzysztof Wojciechowski, polski artysta fotografik, kurator sztuki, autor tekstów piosenek, tłumacz (ur. 1947)
- 2021:
  - Paul Crutzen, holenderski chemik atmosfery, meteorolog, laureat Nagrody Nobla (ur. 1933)
  - Ryszard Kotys, polski aktor (ur. 1932)
  - Kazimierz Kuczman, polski historyk sztuki (ur. 1947)
  - Hugolin Langkammer, polski duchowny katolicki, franciszkanin, teolog, biblista (ur. 1930)
  - Juan del Río Martín, hiszpański duchowny katolicki, arcybiskup Ordynariatu Wojskowego Hiszpanii (ur. 1947)
  - Aniela Świderska, polska aktorka (ur. 1925)
  - Cicely Tyson, amerykańska aktorka (ur. 1924)
- 2022:
  - Werner Großmann, niemiecki generał (ur. 1929)
  - Jonas Kondrotas, litewski agronom, polityk (ur. 1943)
  - Hans-Peter Lanig, niemiecki narciarz alpejski (ur. 1935)
  - Gilles Mirallès, francuski szachista (ur. 1966)
  - Wołodymyr Wirczis, ukraiński bokser (ur. 1973)
- 2023:
  - Lisa Loring, amerykańska aktorka (ur. 1958)
  - Wiaczesław Nazaruk, rosyjski ilustrator, twórca i scenograf filmów animowanych (ur. 1941)
  - Jaroslav Šedivý, czeski historyk, dysydent, dyplomata, polityk, minister spraw zagranicznych (ur. 1929)
  - Barrett Strong, amerykański piosenkarz, autor tekstów (ur. 1941)
  - Xavier Rubert de Ventós, hiszpański filozof, pisarz, polityk, eurodeputowany (ur. 1939)
  - Tom Verlaine, amerykański wokalista, gitarzysta, kompozytor, autor tekstów, członek zespołów: The Neon Boys i Television (ur. 1949)
- 2024:
  - Mikałaj Aksamit, białoruski malarz, polityk, dysydent (ur. 1954)
  - Walter Ivan de Azevedo, brazylijski duchowny katolicki, biskup São Gabriel da Cachoeira (ur. 1926)
  - Zbigniew Harbuz, polski historyk, dokumentalista (ur. 1932)
  - Víctor Luna, kolumbijski piłkarz, trener (ur. 1959)
  - Luis Tejada, panamski piłkarz (ur. 1982)
- 2025:
  - Horst Janson, niemiecki aktor (ur. 1935)
  - Galina Minaiczewa, rosyjska gimnastyczka sportowa (ur. 1929)
  - Serapion, rosyjski duchowny prawosławny, biskup kokczetawski i akmoliński (ur. 1964)
  - Michaił Szkabardnia, rosyjski polityk, minister budowy przyrządów, środków automatyzacji i systemów kierowania (ur. 1930)
  - Przemysław Wojciechowski, polski politolog, dziennikarz (ur. 1972)